# Conseil européen
Ne doit être confondu ni avec le Conseil de l'Europe, ni avec le Conseil de l'Union européenne.
Le Conseil européen réunit les chefs d'État ou de gouvernement des vingt-sept États membres de l'Union. Il est également, avec la Commission européenne et le Parlement européen, l'une des grandes institutions souveraines de l'Union européenne, dont les membres sont tous élus démocratiquement, au suffrage universel. Il est, à ce titre, l'un des piliers démocratiques de la construction européenne, le premier dépositaire de sa part intergouvernementale, et l'un des organes fondamentaux de l'UE.

## Principes, fonctionnement et attributions

### Principes fondateurs du Conseil européen
Parmi les différents organes de pouvoir de l'Union européenne, le Conseil européen est sans doute l'un de ceux qui sont les plus difficiles à appréhender, tant du point de vue de son origine et de son histoire que de sa nature, de ses principes, de sa composition, de son fonctionnement, de son rôle et de sa place dans l'armature institutionnelle de l'UE.
Cette difficulté tient au fait que, ayant été imposé du dehors par un De Gaulle souverainiste dans les années 1960, il a été longtemps controversé, a suscité une méfiance durable au sein de la Communauté économique européenne, fait l'objet de débats intenses, et a du s'imposer de lui-même, sans moyens ni reconnaissance juridique. Et même après avoir acquis un statut officiel en 1974-1987, il a été longtemps été malmené, relégué au second plan, mis en minorité, parasité politiquement ou noyé médiatiquement par des institutions supranationales plus lisibles ou visibles, comme la Commission ou le Parlement européens, avant de se réformer profondément, d'acquérir sa forme actuelle et de parvenir à exprimer sa pleine puissance au début des années 2010 au sein des institutions de l'Union.
Cette histoire complexe et la nature récente des réformes ayant établi son rôle actuel font que la littérature scientifique sur cet organe pourtant fondamental est encore lacunaire. Les ouvrages et articles dédiés doivent s'attacher à étudier une institution bouleversée, qui prend encore ses marques et étend encore ses pouvoirs par la pratique, au gré des crises extérieures et des confrontations avec les autres institutions de l'Union, souvent hors du champ des grands médias nationaux, dans une Union européenne en plein rééquilibrage institutionnel et politique, en s'attachant démêler ce qui relève des acquis juridiques communautaires, des acquis directs par la pratique, les luttes de pouvoir ou la coutume, parfois établie dans les failles et les vides du droit. L'ensemble de ces travaux, bien exploités, permet néanmoins d'en dresser un tableau précis.
Politiquement, le Conseil européen est une autorité intergouvernementale directoriale remplissant de nombreuses fonctions de chef d'État, fonctionnant sur les principes de collégialité et d'égalité. Chacun de ses membres est un chef d'État ou de gouvernement d'un État membre de l'Union européenne. Chacun lui amène sa part de souveraineté, de pouvoir et de légitimité, qui toutes ensemble fondent la souveraineté, les pouvoirs et la légitimité des exécutifs européens. Et lors des prises de décision, chacun a le même poids que les autres, indépendamment de la taille, du poids économique ou de la population de son pays.
Toutefois, depuis l'entrée en vigueur du traité de Lisbonne en 2009, ce principe collégial, égalitaire et intergouvernemental du Conseil est tempéré par des ressorts hiérarchiques et une part supranationale visant à accroître son indépendance, à améliorer son fonctionnement et à renforcer son inscription dans l'armature institutionnelle communautaire. Ainsi, depuis 2009, le Conseil européen est dirigé et piloté par un président permanent, élu par ses membres pour un mandat de deux ans et demi renouvelable, qui convoque, prépare et pilote ses réunions de travail, et qui le représente constamment auprès des autres organes communautaires, des citoyens de l'UE et sur la scène internationale.
À ce noyau dur des chefs d'État et de gouvernement dépositaire de sa souveraineté et à son président permanent qu'ils élisent, qui est censé piloter leurs réunions et les représenter en permanence, se sont ajoutées au fil des années une série de figures associées, qui siègent de plein droit, ou plus occasionnellement comme assistants ou invités en son sein. Par exemple, depuis l'Acte unique européen de 1987, confirmé et réformé par le TUE, le président de la Commission européenne, nommé par le Conseil, assiste systématiquement à ses réunions, en tant que représentant de l’autre grand organe exécutif de l'UE chargé de l'application pratique des politiques définies, afin d'aider le président du Conseil européen dans son travail pendant et après les réunions, de conseiller ses membres dans leurs prises de décisions, et de les aider à arriver à un consensus.
Et depuis l'entrée en vigueur du traité de Lisbonne, réformant l'article 15 du TUE, le Haut Représentant de l'Union pour les affaires étrangères et la politique de sécurité, également nommé par le Conseil, participe aussi systématiquement à ses réunions, pour assister et éclairer ses membres dans leurs discussions, et les aider à arriver à un consensus, en tant que représentant du Service européen pour l'action extérieure (SEAE), la branche exécutive de l'Union chargée de la mise en œuvre des politiques établies en matière de sécurité, de défense et de relations internationales.
Dans une optique fédéraliste, ou confédéraliste, le Conseil européen pourrait être assimilé à un Conseil fédéral exécutif, où siègent le président de la fédération, les représentants des différents États souverains s'associant pour se fédérer qui dirigent le pays, ainsi que les grandes figures du gouvernement fédéral. Il serait proche dans ses logiques du Conseil fédéral suisse, ou du Bundesrat impérial allemand, dans une moindre mesure du Conseil de la Fédération canadien qui n'est que négociatif, du Conseil fédéral autrichien, du Bundesrat allemand ou du Conseil de la Fédération russe, qui sont certes des chambres composées de représentants d'États fédérés, mais essentiellement législatives.

### Fonctionnement, rôle et attributions du Conseil européen
Étant composé de chefs d'Etat et de gouvernement qui sont aux affaires de leurs pays à l'année, le Conseil européen a longtemps été une institution semi-permanente, qui ne se réunissait que de façon saisonnière. Il n'a cessé de l'être qu'après l'entrée en vigueur de traité de Lisbonne en 2009, qui l'a doté d'éléments d'unité et de veille établis de façon constante à Bruxelles. Ainsi, depuis les réformes de 2009, le Conseil est incarné en l'absence de ses membres par son président permanent et son administration, qui assurent sa présence dans la capitale européenne, auprès des grands médias et des autres institutions, travaillent et préparent ses dossiers, sont en contact constant avec ses différents membres, coordonnent les communications entre eux, et organisent sa reformation à chaque fois que c'est nécessaire. De cette nature semi-permanente, découle toutefois son mode d'organisation saisonnier particulier, qui se maintient encore aujourd'hui.
Contrairement à la Commission ou au Parlement européens, qui sont constamment au travail à Bruxelles et Strasbourg, le Conseil européen prend ses décisions souveraines à l'occasion de grandes réunions, connues sous le nom de « sommets », ou « sommets européens ». Au moins quatre réunions du Conseil européen se déroulent chaque année, dont deux en juillet et décembre, à la fin de chaque présidence tournante du Conseil des Ministres de l'UE.
Ces sommets réunissant les chefs d'exécutifs des États membres de l'Union ont pour but de définir et faire évoluer les grands axes de la politique générale de l'Union européenne, essentiellement en matière de politique étrangère, de sécurité et de défense, de politique économique, d'immigration, de santé publique et de budget. Ils servent également tous les cinq ans à la nomination, à la majorité qualifiée, du président de la Commission européenne, qui est chargé d'appliquer leur stratégie, décision ensuite validée par un vote du Parlement européen. Enfin, ils permettent au Conseil d'agir comme arbitre en cas de blocage institutionnel au sein des autres organes communautaires.
Depuis l'entrée en l'entrée en vigueur en 2009 du traité de Lisbonne, ces sommets sont organisés à l'appel et sous la tutelle du président du Conseil européen, plus haut responsable élu de l'Union européenne, qui incarne de façon permanente et autonome les souverainetés coordonnées, les valeurs communes et les intérêts des vingt-sept États de l'Union.
Lors des réunions du Conseil, ce dernier est chargé de proposer des stratégies, de piloter et de fluidifier les débats, et de faciliter l'apparition d'un compromis entre les différents chefs d'exécutifs nationaux. Hors des réunions, il assure une veille du Conseil dans son bureau permanent du bâtiment Europa à Bruxelles, travaille ses dossiers, remplit ses obligations protocolaires, et assure la communication au nom du Conseil et de l'Union avec les grands médias de l'UE, les citoyens européens, et sur la scène internationale. Il préside en outre les sommets de la zone euro, pendant lesquels il représente et défend les intérêts des États de l'Union. Enfin, il se tient au courant des évènements susceptibles de motiver une convocation exceptionnelle ou en urgence du Conseil, par exemple crises financières, politiques, guerres, épidémies, etc.

### Compétences régaliennes du Conseil européen
Outre la définition des grands axes de politique générale de l'Union, le Conseil européen a également mis la main au fil des crises et des réformes sur de nombreux domaines de souveraineté plus spécifiques, particulièrement ceux qui relèvent de la sphère régalienne. Ainsi, en juin 1997, considérant que les pays membres de la zone euro étaient dépositaires d'un des outils de souveraineté fondamentaux de l'Union, la Monnaie unique, et qu'ils constituaient les premiers moteurs de son Marché commun, de ses finances, et de sa capacité de projection économique internationale, le Conseil européen a créé l'Eurogroupe, qui réunit tous les mois les vingt ministres des Finances des États membres de la zone euro, et le cas échant la Commission européenne et la Banque centrale européenne, afin qu'ils puissent y coordonner leurs politiques économiques, qu'ils puissent y définir une Politique monétaire commune, et qu'ils puissent s'exprimer de façon plus cohérente et plus forte lors du Conseil ECOFIN qui se tient lui aussi mensuellement, le lendemain.
Revenant sur ce domaine régalien essentiel, dix ans plus tard, à la faveur de la crise bancaire et financière de 2008, jugeant que l'Eurogroupe n'avait pas l'autorité et la légitimité politique nécessaires pour prendre des initiatives fortes face aux crises de cette ampleur, le Conseil européen s'est érigé lui-même, à l'initiative du président français Nicolas Sarkozy, en « gouvernement économique » de la zone euro, afin de pouvoir discuter directement des problèmes touchant à la monnaie unique avec la Banque centrale européenne. Depuis, un groupe réduit constitué au sein du Conseil par les chefs d'exécutifs des pays de la zone euro se réunit chaque fois que c'est nécessaire, et au minimum deux fois par an, dans des réunions spéciales, appelées « sommets de la zone euro », formalisées en 2012 par le Pacte budgétaire européen. Ces sommets de la zone euro, toujours présidés par principe par le président du Conseil, permettent aux dirigeants des vingt États membres de la zone euro, et à travers eux au Conseil lui-même d'avoir un rôle determinant dans l'élaboration des stratégies de gouvernance et projection monétaire de l'Union.
Parmi les autres domaines relevant du régalien, on retrouve la même main mise du Conseil européen sur les Politiques extérieures et de Défense communautaires. Ainsi, depuis l'entrée en vigueur du traité de Lisbonne en 2009, ce dernier est chargé d'adopter à l'unanimité, avec le Conseil des Ministres de l'UE, les décisions relatives à la PSDC, la politique de sécurité et de défense commune de l'Union européenne. Ces décisions sont ensuite mises en œuvre par le Haut représentant de l'Union pour les affaires étrangères et la politique de sécurité, qui a autorité sur les structures chargées des relations extérieures de l’Union, principalement le Service européen pour l'action extérieure. Régulièrement, ce dernier doit rendre des comptes pour son action au Conseil, dont il est le mandataire et l'exécutant. En contrepartie de ce rôle de mandataire et d'exécutant, il est habilité à faire des propositions au Conseil lors de ses réunions, à partir des données ou des retours d'expérience qu'il a sur le terrain.
D'autres changements institutionnels ont été introduits par le TUE, particulièrement dans sa version réformée par le traité de Lisbonne en 2007-2009, renforçant les attributions régaliennes et l'indépendance du Conseil, ainsi que son emprise sur les autres organes européens. Ainsi, depuis les réformes de 2009, le Conseil européen constitué en collège électoral élit lui-même son président tous les deux ans et demi à la majorité qualifiée, et il a seul le pouvoir de le démettre suivant les mêmes modalités. Cette mesure, essentielle, met le Conseil et son président en autonomie totale vis-à-vis des autres organes exécutifs et législatifs de l'Union, et hiérarchiquement au-dessus d'eux.
Étant reconnu par le TUE comme l'organe exécutif suprême de l'Union, le Conseil européen a également pris la main au fil des années sur tous ses grands postes exécutifs. Ainsi, depuis sa création en 1961, c'est lui qui nomme le président de la Commission européenne, qui est chargé de la mise en forme des politiques qu'il définit. Depuis 2009, c'est également lui qui nomme le Haut représentant de l'Union pour les affaires étrangères avec l'accord du président de la Commission européenne pour un mandat de cinq ans, la durée d'une législature du Parlement européen. Et depuis 2008-2012, c'est encore lui, par l'intermédiaire de son groupe réduit chargé de la gouvernance de la zone euro, qui élit le président de la zone euro à la majorité qualifiée pour un mandat de deux ans et demi renouvelable une fois, attribuant par principe toujours le poste à son propre président depuis 2010. Enfin, ayant une forme de capacité d'initiative constitutionnelle, il peut décider de la convocation d'une conférence intergouvernementale (CIG) en vue de la révision des institutions de l'UE, et c'est lui qui statue sur l'adhésion de nouveaux Etats membres dans l'Union.
Quoi qu'il soit reconnu par le TUE comme l'un des deux grands organes souverains de l'Union européenne, parce que composé de membres élus démocratiquement, et qu'il n'ait lui-même de comptes à rendre à personne, le Conseil européen ne dispose pas de tous les pouvoirs sur les exécutifs qu'il commande, et il doit laisser au Parlement, l'autre grand organe souverain de l'Union, un droit de regard sur les nominations au sein de la Commission, et le soin de demander des comptes à ses exécutants sur la façon dont ils appliquent les politiques qu'il a définies. Ces dispositions ont été établies entre 1992 et 2009 au nom du principe d'équilibre et de complémentarité des pouvoirs.
Ainsi quand il nomme le président de la Commission, le Conseil doit tenir compte des équilibres politiques au Parlement, et son choix doit être validé par un vote des eurodéputés. Il en va de même pour le reste Commission, dont le Parlement doit valider la composition, et qui, si elle reste au service des grands axes de politique générale définis par le Conseil avec les ressources qu'il lui accorde, est responsable depuis les réformes de 1992-2009 devant le seul Parlement. Par ailleurs, quoi qu'indépendant lui-même du Parlement en termes d'initiatives et de responsabilité, le Conseil a l'obligation de l'informer du déroulement et des conclusions de ses réunions de travail, par la voix de son président, afin que les députés européens puissent coordonner leur action avec la sienne, et adopter avec le Conseil des Ministres de l'UE les textes juridiques qui traduiront en actions les orientations qu'il a fixées.

## Histoire

### Origine
La naissance du Conseil européen est à rechercher dans la volonté de la France de remettre les Etats au centre des processus de construction, d'unification et de décisions européens. Dès son retour au pouvoir, en 1959-1961, le président français Charles de Gaulle manifeste le souhait de revenir sur le caractère supranational de la Communauté économique européenne et de réformer sa structure afin qu'elle devienne plus intergouvernementale,. Il déclare à cette occasion : « se figurer qu'on peut bâtir quelque chose qui soit efficace pour l’action et qui soit approuvé par les peuples en dehors et au-dessus des États, c'est une chimère »,.
La coopération en matière économique, culturelle, de relations étrangères, et en matière de défense reste possible, et même souhaitable à ses yeux, mais uniquement si elle se fonde sur des logiques intergouvernementales, et est portée par des gouvernements démocratiques élus.
Pour arriver à ses fins, il appelle alors à l'établissement d'une assemblée ou d'un conseil qui mettraient en forme un « concert organisé régulier des Gouvernements responsables ». À ce moment, sa position, et ses propositions sont mal accueillies par les partenaires européens de la France, qui craignent qu'une telle réforme n'entraîne la fin de la construction et de l'indépendance de la CEE, ainsi qu'un retour à une logique de négociations, pénibles et longues, où « chaque État défend[rait] âprement son propre intérêt ».

#### Les Sommets préparatoires de 1961
En dépit des réticences affichées, les 10 et 11 février 1961, les six États membres des Communautés se retrouvent lors d’un premier Sommet informel à Paris. Leur objectif était de déterminer une méthode pour la mise en place d’une coopération politique renforcée nouvelle, fondée sur la proposition française de placer les Communautés entre les mains des chefs d’État et de gouvernement. À la demande des Pays-Bas, la forme institutionnelle que devait prendre cette coopération intergouvernementale nouvelle, qui conditionnait profondément le développement futur des Communautés, devait être traitée lors de ce premier sommet.
Cette première réunion n'ayant pas suffi, un second sommet se tint le 19 juillet 1961 à Bonn, établissant de façon tacite le principe d'assemblées intergouvernementales dédiées aux questions européennes. Dans les conclusions de ce sommet, les chefs d’État et de gouvernement renouvelaient leur souhait de former une union politique et, afin d'y parvenir, organiser des réunions régulière, sous la forme d'un Conseil, afin de partager leurs opinions et coordonner leur politique.

#### Les plans Fouchet et la structuration française du Conseil européen
Lors du Sommet de Paris de février 1961, le président français Charles de Gaulle avait proposé à ses partenaires de créer une Commission d’étude exécutive composée de représentants des six gouvernements qui aurait eu la charge de l’étude des modalités d’une coopération diplomatique et politique entre les États membres de la Communauté économique européenne.
Cette proposition prend forme après les sommets de Paris et de Bonn avec une commission d’études présidée par Christian Fouchet, diplomate français et ancien député gaulliste, qui laissera son nom à cette première Commission : le Comité Fouchet. Très vite, celui-ci crée deux sous commissions pour organiser et répartir son travail.
Le premier projet du Comité est présenté le 2 novembre 1961. Celui-ci propose la création d'un Conseil d'union politique, au sein duquel les chefs d’État et de gouvernement des États membres prendraient des décisions en matière de politique étrangère et de sécurité et coopéreraient dans les domaines culturel, scientifique, démocratique, des droits de l'homme et des libertés fondamentales. Ce Conseil se réunirait tous les quatre mois, ou à la demande de réunion d’un État membre. Enfin, les décisions seraient prises à l'unanimité, avec l'abstention possible d'un ou deux États (mais dans ce cas, la décision ne les contraindrait pas). Un second projet est publié le 18 janvier 1962, incluant des aspects économiques de l'intégration européenne dans le projet d'union politique intergouvernementale.
À la lecture de ce second projet, la Belgique, l'Italie, le Luxembourg et les Pays-Bas rejettent immédiatement la proposition de la France, car celle-ci entraînerait selon eux une détérioration du caractère supranational des Communautés, avec le basculement de l'économie dans le domaine intergouvernemental. Un autre motif de rejet tenait également aux tensions politiques de l'époque. En effet, à ce moment, le gouvernement français refusait d'entamer les négociations d'adhésion du Royaume-Uni, important partenaire traditionnel du Benelux, qu'il jugeait trop atlantiste et proche des États-Unis.
Le 20 janvier 1962, dans un esprit de compromis, les cinq partenaires de la France dévoilent un projet de traité alternatif disposant les éléments suivants : le Conseil serait formé des représentants des États membres, mais il n'empièterait pas sur les compétences déjà établies des Communautés en matière politique et économique. Au sein de ce Conseil, les décisions seraient adoptées à l'unanimité, pouvant être levées exceptionnellement. Enfin, une « union d’États et des peuples européens » devait être créée, et restait l'objectif à terme de la construction européenne, là où le plan Fouchet parlait simplement d'« Union d’État ».

#### Les Sommets de La Haye et de Paris de 1969 et 1972
Pendant presque quinze ans, de 1961 à 1974, le Conseil européen maintient son existence informelle au gré réunions aléatoires et itinérantes, pendant lesquelles les chefs d’État et de gouvernement de la CEE essayent d'établir un nouveau modèle communautaire introduisant une part accrue d'intergouvernementalisme. La nécessité d'une telle réforme, et d'une redéfinition des hiérarchies et attributions de rôles, donnant un rôle clair et constructif aux chefs d'exécutifs nationaux au sein des Communautés, est rappelée régulièrement à tous par les crises internes secouant la CEE, par exemple la crise survenue en 1965 entre De Gaulle et le président de la Commission sur la Politique agricole commune, ayant abouti à un blocage de plusieurs mois du Conseil des Ministres de la CEE du fait d'une politique française de la chaise vide.
Dans cette optique, le 12 février 1969, la Commission publie un memorandum sur la base duquel les dirigeants de la CEE, réunis en Conseil à La Haye, décident les 1er et 2 décembre que le Conseil des ministres de la CEE travaillerait sur un projet renouvelé d'Union économique et monétaire. Parallèlement, ils invitent leurs ministres des Affaires étrangères respectifs à faire des propositions en matière d'unification politique. Mais peu de progrès surviennent. Pour ne pas rester sur cet échec partiel, et profitant de la démission de De Gaulle, le ministre français des Affaires étrangères français Maurice Schumann propose en juillet 1969 la tenue d'une conférence supplémentaire entre les chefs d’État et de gouvernement afin de continuer à discuter de l'approfondissement et de l'élargissement des Communautés, avec un renforcement leur part intergouvernementale.
En réponse à son appel, un nouveau sommet est organisé à Paris, du 19 au 21 octobre 1972, à l'initiative du Parlement européen, avec le soutien manifesté dès août 1971 du nouveau président français Georges Pompidou, et du président de la Commission Franco Maria Malfatti. À ce moment, le Danemark, l'Irlande et le Royaume-Uni participent également aussi aux discussions, ayant signé leurs traités d'adhésion respectifs. Paradoxalement, la présence des Britanniques, très attachés à leur souveraineté, contribue à faire avancer le projet intergouvernemental de De Gaulle, qui avait pourtant rejeté leur adhésion à d'innombrables reprises. Les conclusions de ce sommet étendent les compétences des institutions communautaires par une interprétation et une utilisation la plus large des dispositions du traité de Rome de 1957, dont l'article 235 du traité CEE,.

#### Sommet de Copenhague de 1973
C'est au fur et à mesure que la conjoncture européenne et internationale s'est dégradée au début des années 1970 que des progrès significatifs se firent concernant la création officielle d'un organe intergouvernemental communautaire, ayant un rôle décisionnel actif au sein des institutions de la CEE. En 1973, Jean Monnet, alors président du Comité d'action pour les États-Unis d'Europe, reçut un rapport du chancelier allemand Willy Brandt et du Premier ministre britannique Edward Heath, qui proposaient d'organiser des réunions périodiques régulières, institutionnalisées, rassemblant tous les chefs d'Etat et de gouvernement de la CEE.
Leur objectif était de mettre un terme au caractère occasionnel et aléatoire des sommets réunissant les chefs des exécutifs européens, qui ne leur permettait pas de se coordonner dans le cadre de la CEE pour établir des politiques durables, de se projeter correctement, et de faire face aux crises efficacement en se servant des puissants leviers communautaires. Cependant, les États du Benelux, attachés au principe de supranationalisme européen, manifestèrent encore des réticences à s'enfermer dans un carcan intergouvernemental trop formel, craignant que celui-ci ne sape le processus d'approfondissement communautaire, ou ne permette aux eurosceptiques de leur imposer leurs vues.
Ce sont la guerre du Kippour, suivie par la crise énergétique, et le silence de l'Europe pendant ce conflit, qui convainquirent Georges Pompidou que des réunions régulières traitant des problèmes mondiaux devaient avoir lieu entre les différents chefs d'état et de gouvernement de la CEE, afin qu'ils puissent s'exprimer d'une voix dans un cadre européen et peser davantage sur la scène internationale. Pour atteindre son objectif, ce dernier demanda à ce qu'un sommet constitutif soit organisé avant la fin de l’année 1973, avant la visite possible de Richard Nixon en Europe, prévu au début de l'année 1974. Le soutien renouvelé et franc du président français au projet de création officielle d'un Conseil européen chargé de l'exécutif de l'Union sur un principe collégial et intergouvernemental accéléra les évènements.
Après avoir reçu une lettre du président Pompidou, le 2 novembre 1973, le Premier ministre danois Anker Jørgensen, dont le pays présidait le Conseil des Ministres de la CEE, demanda l'organisation d'un nouveau sommet constitutif du Conseil européen. Durant une rencontre du Conseil des affaires étrangères, les ministres des Affaires étrangères s'accordèrent pour que le sommet des 13 et 14 décembre 1973 donne « l'impulsion politique nécessaire […] pour amener les institutions communautaires à prendre des décisions sur des sujets […] difficiles ». En dépit de ces appels unanimes, les négociations ne permirent pas de concrétiser l'existence officielle du Conseil. Et la seule décision concrète prise à l'issue du sommet fut que les chefs d’État et de gouvernement devaient se réunir plus souvent. Mais la nécessité de faire aboutir le projet était actée.

### Proclamation du Conseil européen
En 1974, de nouveaux chefs d’État et gouvernement centristes, plus jeunes et europhiles, intégrèrent le Conseil européen, dont Valéry Giscard d'Estaing et Helmut Schmidt. Ces nouveaux dirigeants politiques considéraient qu'une unification européenne approfondie nécessitait des engagements politiques forts en matière financière, monétaire, énergétique et économique. Selon eux, il était nécessaire de ramener ces domaines dans la sphère du politique, et de les rendre moins technocratiques et opaques, car « on ne peut pas envisager d'autre méthode » d'un point de vue démocratique.
Prenant la tête de ce mouvement de renouveau, Valéry Giscard d'Estaing accepta la proposition de Jean Monnet d'établir une autorité européenne permanente composée de chefs d’État et de gouvernement. Il souligna à cette occasion que, de 1969 à 1974, les dirigeants des Etats formant les Communautés européennes ne s'étaient réunis que trois fois, alors qu'ils avaient rencontré maintes fois les présidents américains et de l'URSS. Et il ajouta qu'il considérait comme « une anomalie pour l'Europe de ne voir ses chefs de gouvernement se rencontrer que trois fois en cinq ans ».
Pour remédier à ce manque d'investissement, et à ce déficit politique et démocratique, Giscard d'Estaing proposa de mettre en œuvre des élections au suffrage universel direct au Parlement européen, d'augmenter le nombre des domaines dont les décisions seraient prises à la majorité qualifiée et de renforcer l'intégration politique européenne. Ces derniers points anticipaient la création de la structure intergouvernementale du Conseil européen. Si l'on excepte les réserves britanniques et danoises au sujet du Parlement, les autres États considérèrent ces propositions acceptables, certains les jugeant même nécessaires et urgentes.
Pour les faire aboutir, l'ensemble des chefs d'Etat et de gouvernement de la CEE se réunirent en sommet à Paris les 9 et 10 décembre 1974. L'une des deux principales conséquences de ce sommet fut d'etablir formellement un « Conseil de la Communauté », intergouvernemental, fondé sur le principe de périodicité des rencontres entre les dirigeants des États membres, jusqu'à arriver à la « banalisation » de ces réunions,. A ce sujet, le communiqué final déclarait : « Les chefs de gouvernement [des États membres de la CEE] ont, en conséquence, décidé de se réunir, accompagnés des ministres des Affaires étrangères, trois fois par an et chaque fois que nécessaire, en Conseil de la Communauté et au titre de la coopération politique ».
L'autre conséquence fut d'asseoir l'existence de ce Conseil sur le double principe de mise en place de grandes stratégies internes et externes communes, et de prééminence intergouvernementale sur les technocrates dans leur élaboration. Ainsi, le paragraphe 2 du communiqué final faisait référence à une nécessaire « approche globale des problèmes internes » par laquelle les dirigeants européens, reprenant la main, souhaitaient limiter l'influence des experts dans le processus de décisions en établissant des objectifs globaux, affirmer leur autorité démocratique sur la définition des grands axes politiques européens, et donner une plus grande manœuvrabilité aux institutions européennes.
À l'issue de ce sommet, l'existence du Conseil européen était formalisée, et prenait un caractère officiel. Enthousiasmé par la création d'un organe communautaire nouveau intégrant les chefs d'Etat et de gouvernement européens dans l'armature institutionnelle de la CEE, Jean Monnet considérait sa création comme la « décision la plus importante en faveur de l'union de l'Europe » depuis le traité de Rome. À l'inverse, le Premier ministre luxembourgeois Gaston Thorn, supranationaliste, mit en garde contre le risque que le Conseil des ministres de la CEE, jusque là assez fonctionnel, consulte dorénavant systématiquement ce nouveau Conseil des dirigeants d'États pour les questions politiques importantes nécessitant une vraie prise de décision, avec tous les risques de blocages et ralentissements de la CEE que cela pourrait entraîner.

### Évolution

#### 1975-1987: l'Acte unique européen
De 1975 a 1987, peu de changements interviennent dans le fonctionnement et les attributions de compétences officiels du Conseil européen, qui se structure et élargit son champ d'action de façon autonome, au fil des expériences, des sommets, et des confrontations aux crises : la fin des Trente Glorieuses, la guerre en Afghanistan, l'échec des plans de relance du début des années 1980, l'émergence du néolibéralisme et la montée en Europe du chômage de masse.
Pendant la première moitié des années 1980, les difficultés économiques immenses résultant des premier et deuxième chocs pétroliers de 1973 et 1979 mettent clairement en difficulté l'idéal européen. Les présidents de la Commission, dont la fonction avait été renforcée par les présidences Hallstein, Rey et Jenkins, essayent encore de mener quelques actions de redressement, mais les difficultés sont telles que sous la commission Thorn, le président de la Commission n'est plus en mesure d'exercer son influence, ni de prendre aucune mesure significative. De son côté, malgré son officialisation, le Conseil européen est incapable de conserver la main sur les projets majeurs comme la Politique agricole commune, de présenter des solutions à la crise et de trouver un accord sur le budget communautaire. La CEE entre alors dans une période qualifiée « d'eurosclérose ».
La situation ne change qu'avec l'entrée en scène en 1985 du très volontariste Jacques Delors, dont les Commissions successives redonnent une impulsion fondamentale aux Communautés. En 1987, prenant acte des blocages en cours, de l'eurosclérose, et de la nécessité de coordonner étroitement l'action de la Commission européenne chargée de la politique économique européenne avec les vues et les décisions du Conseil européen, l'Acte unique européen, préparé par la Commission et le Comité Dooge, dispose que le Conseil européen se compose dorénavant officiellement des « chefs d’État et de gouvernement et du président de la Commission des Communautés européennes », intégrant juridiquement le président de la Commission à son fonctionnement. Dès lors, d'un point de vue légal, le président de la Commission européenne acquiert un statut égal à celui de chef d’État ou de gouvernement au sein du Conseil, avec droit de vote et de véto, et il participe pleinement à l'élaboration des consensus lors de ses réunions.
La personnalité très engagée de Delors donne à cette réforme un caractère politique essentiel, et permet à la Commission de reprendre un rôle moteur, en ayant l'ascendant sur le Conseil. Tout en structurant définitivement le Marché unique, et en renforçant le position du président de la Commission, l'Acte unique gèle par ailleurs le rôle institutionnel et surtout l'étendue des compétences officielles du Conseil européen lui-même par un silence prudent. Ce silence peut s'expliquer par la méfiance de principe subsistant encore à l'époque chez certains dirigeants européens, particulièrement ceux du Benelux, à l'encontre de cet organe intergouvernemental imposé du dehors par la France dans les années 1960 pour tempérer le caractère supranational et technocratique des Communautés, mais aussi par le souvenir des relents égoïstes et ses dissensions manifestés par les chefs d'Etats et de gouvernement en son sein au début des années 1980, notamment entre Margareth Thatcher et François Mitterrand, qui avaient beaucoup nui aux dynamiques de la CEE.
En imposant la présence du président de la Commission au Conseil avec l'Acte unique, l'idée des dirigeants du Bénélux et de Jacques Delors était d'y intégrer une figure supranationale européenne forte, susceptible d'en tempérer l'indépendance, d'y contrebalancer les égoïsmes nationaux, de casser l'euroscepticisme de certains de ses membres par sa stature et son autorité, et d'influencer ou de bloquer ses décisions problématiques en y exerçant son droit de vote et de veto. Il s'agissait également d'associer étroitement le Conseil européen aux autres organes exécutifs communautaires, et de l'imbriquer davantage dans l'armature institutionnelle de la CEE. Mais paradoxalement, alors qu'elle avait pour but de le corseter, et de le placer sous l'influence du président de la Commission, cette étape, qui mit en confiance ses détracteurs et facilita son insertion dans les rouages de la CEE, prépara l'avènement du Conseil et sa propulsion au sommet des hiérarchies de pouvoir européennes.

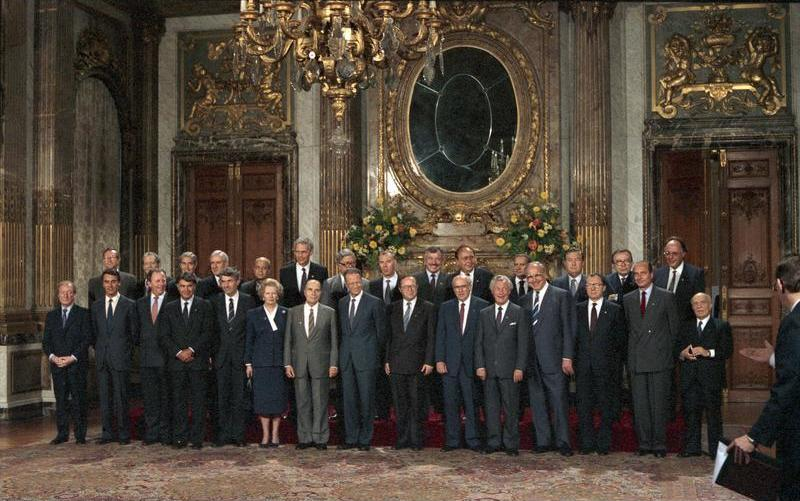
Réunion du Conseil européen présidée par le Premier ministre belge Wilfried Martens avec le chancelier allemand Helmut Kohl en juin 1987.

#### 1992-1993: le Traité de Maastricht
Il faut attendre le traité de Maastricht pour consacrer officiellement le rôle politique central du Conseil européen. Cette fois, contrairement aux traités précédents, qui se montraient prudents sur les pouvoirs et le rôle de cette institution intergouvernementale, le traité de Maastricht proclame clairement que : « le Conseil européen donne à l'Union les impulsions nécessaires et en définit les orientations politiques générales », reconnaissant à l'assemblée imposée par la France dans les années 1960 un rôle politique moteur, avec un pouvoir d'initiative sur la définition des politiques menées par l'Union européenne.
Concernant sa composition, formalisant ce qui avait établi dans l'Acte unique européen, il confirme que « le Conseil européen réunit les chefs d'État ou de gouvernement des États membres ainsi que le président de la Commission ». Mais cette fois, tout en maintenant l'imbrication étroite des deux principaux organes exécutifs de l'Union européenne, et tout en préservant le droit de vote et de veto du président de la Commission, il place le Conseil au-dessus de la Commission en termes de hiérarchies, de monopole d'initiative exécutive et de définition des politiques. À partir de ce moment, avec l'entrée en vigueur de ce traité, le principal problème des membres du Conseil n'est plus la reconnaissance de leur autorité de principe, reconnue officiellement, mais les moyens institutionnels de la concrétiser. Et ce sont des luttes de pouvoir féroces qui émergent avec le Parlement, dans la foulée de ce même traité, autour de la nomination du président de la Commission, et de la composition de la Commission, qui vont renforcer de façon déterminante cet objectif et leur conscience de corps chez l'ensemble des membres du Conseil.
Jusqu'à l'entrée en vigueur du traité de Maastricht, en 1992-1993, le Conseil européen élisait le président de la Commission et nommait l'ensemble des membres de la Commission à l'unanimité sans intervention du Parlement. Cela assurait aux membres du Conseil d'avoir un président de la Commission conciliant, et cet élément était d'autant plus important que ce dernier avait un droit de vote et de véto en son sein. Avec l'entrée en vigueur du traité, le Parlement obtient le droit d'être « consulté » sur la nomination du président de la Commission, et d'utiliser son droit de veto sur la Commission dans son ensemble. Très vite, le Parlement décide d'interpréter son droit de consultation comme un droit de veto sur la nomination du président de la Commission, ce que le Conseil, trop faible politiquement à l'époque, doit accepter à contrecœur. Ce droit de veto est officialisé dans le traité d'Amsterdam, puis renforcé par le traité de Nice, qui fait passer le système de vote au Conseil de l'unanimité à la majorité qualifiée, renforçant le poids du Parlement dans le processus. Cette prééminence du Parlement saute aux yeux de tous quand, en 2004, plusieurs candidats sont proposés et que le vote d'un groupe parlementaire centre-droit gagne contre des groupes de gauche de la France et l'Allemagne.
À la faveur de cette crise, les chefs d'exécutifs des grands Etats membres du Conseil prennent tous conscience que les pouvoirs, l'indépendance et la forme du Conseil ont vocation à se renforcer rapidement afin de s'adapter à ses nouvelles responsabilités politiques, sous peine de perdre la main institutionnellement et de voir l'UE basculer dans des logiques parlementaires. Le risque principal était de voir le Parlement prendre la main sur la Commission et son président, et par lui, de pouvoir imposer au Conseil un membre permanent problématique en son sein, susceptible de bloquer toutes ses décisions. Fort de cette prise de conscience, et de son autorité reconnue, à partir du début des années 2000, le Conseil européen prend de plus en plus d'importance dans les processus de construction et d'approfondissement communautaires, notamment par une participation active à l'ambitieuse stratégie de Lisbonne, élaborée au début des années 2000 par la Commission européenne. Cette stratégie d'implication renforcée expérimente jusqu'au milieu des années 2000 un mode fonctionnement appelé méthode ouverte de coordination (MOC), visant à harmoniser les politiques nationales sans contrainte, mais celui-ci se solde par un échec partiel.
Cet échec, qui intervient dans une phase de réflexion soutenue, de débats intenses et de réformes inabouties des institutions de l'UE (Traité de Nice en 2001, rejet du Traité constitutionnel en 2005), achève de convaincre les partisans intergouvernementalistes du Conseil de la nécessité de remanier en profondeur cette institution, afin de lui faire gagner en cohérence et en autorité, de lui donner un rôle moteur dans la construction européenne, et de définir de nouvelles stratégies et politiques pour l'Union. C'est chose faite avec le Traité de Lisbonne, élaboré en 2007 pour dépasser l'échec du traité établissant une Constitution pour l'Europe, et entré en vigueur en 2009.

#### 2007-2009: Traité de Lisbonne
Avec le traité de Lisbonne, le Conseil européen devient une véritable institution centrale de l'Union européenne, dotée d'un fonctionnement autonome, d'une autorité renforcée, placée au cœur du processus décisionnel, et au sommet des hiérarchies communautaires. Les réformes introduites à cette occasion dans son fonctionnement sont nombreuses.
D'abord, le Traité de Lisbonne commence par rétablir les chefs d'Etat et de gouvernement dans leur monopole d'exercice de la souveraineté, en en faisant les seuls détenteurs du droit de vote et de veto pendant les réunions du Conseil. Et il prive le président de la Commission de cette prérogative, qui lui avait été accordée par l'Acte unique en 1987. Le président de la Commission continue à siéger de plein droit aux réunions du Conseil, mais comme simple représentant de la Commission européenne, chargé de mettre en œuvre les grands axes politiques définis par les chefs d'exécutifs pour l'Union. Dorénavant, le principe régissant les prises de décision au sein du Conseil est simple : dans la mesure où les chefs d'Etat et de gouvernement siégeant au Conseil sont les seuls à être démocratiquement élus, ils sont les seuls à pouvoir prendre les décisions en son sein. Et le président de la Commission européenne ne siège plus aux assemblées du Conseil qu'à titre de conseiller, et d'exécutant.
Dans la foulée de cette première mesure, le Traité de Lisbonne revient sur le caractère tournant de la présidence du Conseil, qui était attribuée jusqu'au 31 décembre 2009 à un exécutif d'État membre de l'Union, pendant six mois, à tour de rôle, en synchronisation avec le Conseil des Ministres l'UE. Les changements de présidence s'effectuaient chaque année, pour les deux institutions en même temps, le 1er janvier et le 1er juillet, sur la base du principe suivant : lorsqu'un chef d'État ou de gouvernement exerçait la présidence des sommets du Conseil européen, son ministre des Affaires étrangères exerçait celle du Conseil des Ministres de l'UE.
Avec les différents élargissements, dans une Union européenne à vingt-sept, le principe de la présidence tournante, sur mandat court, était devenu difficilement tenable. Et il devenait de plus en plus évident que le Conseil avait besoin d'une figure coordinatrice et d'incarnation stable pour arriver à des consensus, définir une politique sur le long terme, et pouvoir être représenté efficacement auprès des autres institutions de l'Union. Pour résoudre ce problème, tout en conservant la présidence tournante pour le Conseil des ministres de l'UE, le traité de Lisbonne a institué un président permanent du Conseil européen, élu par les membres du Conseil à la majorité qualifiée, dans le but d'assurer une cohérence et une visibilité accrues à l'organe exécutif fondamental rassemblant les chefs des exécutifs de l'Union.
Afin de lui donner plus de force et de légitimité, la nomination du premier président permanent du Conseil ne s'est pas faite au moyen de la procédure de majorité qualifiée mais par consensus, après des réunions bilatérales secrètes, notamment parce que les gouvernements allemand, britannique et français, à la tête des trois plus puissants États de l'Union, avaient conclu un gentlemen's agreement selon lequel ils ne soutiendraient pas de candidat qui ne serait pas convenable pour l'un d'eux,,. Finalement l'écrivain et homme politique belge Herman Van Rompuy fut choisi à l'unanimité et prit ses fonctions le 1er janvier 2010.

## Composition actuelle du Conseil européen
Au fur et à mesure que le Conseil européen a pris en importance dans les institutions de l'Union, et étendu ses pouvoirs, sa composition a évolué afin que puissent être associées à ses membres historiques, siégeant de plein droit, d'autres figures nécessaires à sa bonne articulation avec les autres organes de l'Union.
L'entrée en vigueur du traité de Lisbonne, réformant l'article 15 du TUE en 2009, a modifié pour la dernière fois sa composition. Actuellement, siègent de plein droit au Conseil :
- L'ensemble des chefs d’État et de gouvernement des Etats membres de l'Union européenne (fondateurs du Conseil européen, seuls dépositaires du droit de vote et de veto de 1961 à 1987, et à nouveau depuis l'entrée en vigueur du Traité de Lisbonne en 2009).
- Le président du Conseil européen, élu par les membres du Conseil pour un mandat de deux ans et demi, renouvelable une fois[56] (depuis l'entrée en vigueur du Traité de Lisbonne en 2009, sans droit de vote et de veto)
- Le président de la Commission européenne, qui y représente la Commission (depuis la promulgation de l'Acte unique européen, confirmé dès 1992 par le TUE, sans droit de vote et de veto depuis l'entrée en vigueur du Traité de Lisbonne en 2009)

Siège à titre de mandataire et d'exécutant du Conseil, avec l'obligation de lui rendre des comptes :
- Le Haut Représentant de l'Union pour les affaires étrangères et la politique de sécurité (depuis l'entrée en vigueur du Traité de Lisbonne en 2009, sans droit de vote et de veto)

Depuis 1992, s'ils le souhaitent, les différents chefs d'Etat ou de gouvernement peuvent être assistés de :
- Leurs ministres des Affaires étrangères
- Leur ministre des finances quand les réunions portent sur la monnaie unique

Le président de la Commission peut être assisté de :
- L'un des membres de la Commission européenne, généralement le commissaire européen aux relations extérieures

Contrairement aux membres permanents du Conseil, siégeant de plein droit aux réunions, ceux-ci sont considérés comme des invités, présents à titre consultatif en tant que conseiller, et politiquement le Conseil se réduit à un noyau exécutif de vingt-neuf personnes, dont vingt-sept exercent le pouvoir exécutif réel.

### 1. Chefs d'État et de gouvernement européens
Comme tout organe exécutif confédéral, le Conseil européen tire la plénitude de son pouvoir et de sa légitimité de la mutualisation des pouvoirs et de la légitimité démocratiques des vingt-sept chefs d'Etats et de gouvernement de pays souverains de l'Union réunis en son sein. Autrement dit, c'est la réunion et la mutualisation des pouvoirs et de la légitimité démocratique de ses membres, qui dirigent les vingt-sept Etats formant l'Union européenne, et qui l'ont fondé dans les années 1960-1970, qui donnent au Conseil européen ses pouvoirs et sa légitimité démocratiques, et en font l'organe exécutif suprême de l'Union.
Quoi qu'il ait été intégré au fil des décennies dans les textes constitutionnels de l'Union, qu'il ait acquis une reconnaissance institutionnelle dans le cadre communautaire, qu'il ait été doté depuis le début des années 2000 de locaux dédiés, d'une administration, et d'un représentant permanent élu indépendant des Etats qu'il représente et dont il défend les intérêts, hors de la réunion de ses vingt-sept membres constitutifs, il n'est rien politiquement, et n'a aucune autorité propre.
Théoriquement, la présence des chefs d'Etat et de gouvernement de l'Union au Conseil européen n'est pas obligatoire. L'absence d'un de ses membres n'empêche pas la tenue d'une réunion, et elle ne donne lieu à aucune sanction spécifique en son sein. Cependant, les dirigeants européens ont parfaitement conscience que pour qu'un consensus valable soit établi, et pour que les décisions du Conseil acquièrent leur pleine autorité, il est fondamental qu'ils soient tous présents à ses réunions. Ils sont, en outre, bien conscients que les décisions prises par le Conseil ont de lourdes implications pour l'avenir de leur pays, et plus généralement de l'ensemble de l'Union. Il est donc rare que l'un d'eux ne se présente pas, et ne cherche pas à peser sur les débats.
Ainsi lorsque le Taoiseach Charles James Haughey ne s'est pas présenté au sommet européen de Luxembourg du 29 au 30 juin 1981 traitant de la crise économique et sociale traversée par l'Europe, du marché intérieur en souffrance, des relations monétaires compliquées avec les États-Unis, des relations commerciales avec le Japon, du prix de l'acier, des relations avec les États du Sud, de la guerre en Afghanistan et de la situation qui s'embrasait au Proche-Orient, il fut lourdement critiqué à Dublin même.
D'une façon générale, lorsqu'ils sont engagés dans des négociations, les membres du Conseil essayent d'aller jusqu'au bout du processus pour peser sur la décision finale, conscients de l'intérêt pour tous de faire des compromis et d'arriver à un consensus. Cependant, il est arrivé qu'un chef d’État ou de gouvernement quitte la salle de réunion du Conseil, soit en signe de protestation, comme le Taoiseach Garret FitzGerald pour marquer son désaccord sur les quotas laitiers, soit parce qu'il avait des obligations nationales pressantes, par exemple lorsque le chancelier allemand Gerhard Schröder dut quitter un sommet pour se rendre d'urgence au Bundestag.
À cette occasion, le dirigeant allemand demanda à son homologue français, le président Jacques Chirac de le représenter exceptionnellement pour le reste de la réunion. Si ce procédé relevait à l'époque de l'improvisation, et avait pu être accepté avec la tolérance des autres membres, il est aujourd'hui prévu à l'article 235(1) du TFUE, qui dispose que, « en cas de vote, chaque membre du Conseil européen peut recevoir délégation d'un seul des autres membres ». En revanche, le vote ne peut avoir lieu que si deux tiers des membres du Conseil européen sont réellement présents.

#### Statut national des membres du Conseil
Étant attribués par pays, les sièges au Conseil européen peuvent être occupés soit par des chefs d'Etat, soit par des chefs de gouvernement. Le statut national des membres du Conseil varie en fonction du système politique en vigueur dans chaque État. Par principe, lorsque l'État membre est une monarchie, c'est le chef de gouvernement élu démocratiquement, et non le Roi ou le Grand-Duc établis par logiques successorales, qui siège au Conseil européen. Lorsque l’État est une république, la distinction entre régime présidentiel, semi-présidentiel et parlementaire est importante, et le plus souvent c'est la figure élue chargée de la conduite de la politique gouvernementale et surtout des affaires étrangères qui représente son pays au Conseil européen.
En 1974, lors du communiqué final du sommet de Paris, il était écrit : « les chefs de gouvernements décident de se rencontrer […] trois fois par an… » sans référence aux chefs d’État. À l'époque le seul chef d’État de la CEE qui avait un important pouvoir politique était le président de la République française, et le chef du gouvernement français était issu de la majorité présidentielle élue dans la foulée de son élection. L'expression « chef de gouvernement » fut interprétée par Valéry Giscard d'Estaing comme désignant « celui qui préside le Conseil des ministres au niveau national », tâche qui incombait, dans cette situation, au chef de l’État. Bien qu'en théorie le chef du gouvernement français soit le Premier ministre, dans la pratique constitutionnelle de la Ve République, hors cohabitation, c'est toujours le président de la République qui siège au Conseil européen.
Lors de la première cohabitation de la Ve République, le président François Mitterrand et le premier ministre Jacques Chirac participèrent tous les deux ensemble aux sessions du Conseil européen de la réunion du Conseil européen de La Haye du 26 et 27 juin 1986, puis au Conseil européen de Bruxelles du 11 au 13 février 1988. Par compensation, le ministre français des affaires étrangères n'assista pas aux réunions. Étant de deux partis politiques différents, François Mitterrand et Jacques Chirac défendaient à l'epoque chacun un point de vue opposé.
Depuis le 1er mai 2004, le président français n'est plus le seul chef de l’État à assister aux réunions du Conseil européen. Assistent également aux réunions les chefs d’État suivant :
- Le président de la république de Chypre. À Chypre, le président de la république représente l’État[68]. Le Conseil des ministres exerce une part du pouvoir exécutif incluant les affaires étrangères courantes, mais il est soumis au pouvoir exécutif souverain exclusivement réservé du président et du vice-président[69]. C'est donc le président qui siège au Conseil européen.
- Le président de la République de Finlande. En Finlande, la politique étrangère est dirigée directement par le président de la république en collaboration avec le gouvernement[70]. Par conséquent, le président et le Premier ministre finlandais siègent tous deux ensemble au Conseil européen[71].
- Le président de la République de Lituanie. En Lituanie, le président a pour fonction de représenter l’État ainsi que d'établir la ligne directrice de la politique étrangère[72], tandis que le gouvernement a pour fonction de maintenir les relations diplomatiques[73]. En l'absence de règles claires concernant la personne représentant la Lituanie aux sessions, lorsqu'une question importante est traitée, le président, le Premier ministre et le ministre des affaires étrangères assistent ensemble aux réunions. Pour les questions moins importantes, la délégation se compose soit du couple « président-Premier ministre » soit du couple « Premier ministre-ministre des Affaires étrangères »[74].
- Le président de la République de Pologne. En Pologne, le président est le représentant suprême du pays[75], notamment en ce qui concerne les affaires étrangères[76]. Cependant, cette représentation n'est pas exclusive, et le président doit coopérer avec le président du Conseil des ministres et le ministre compétent dans la conduite des affaires étrangères[77]. En vertu de cette imbrication de compétences, la Pologne est représentée tour à tour par son président ou par son Premier ministre.
- Le président de le Roumanie. En Roumanie, le président a pour fonction de représenter l’État[78] tandis que le Premier ministre est le chef du gouvernement et coordonne ses activités[79]. La plupart du temps, c'est donc le président qui représente le pays. Cependant, il arrive que le Premier ministre et le ministre des affaires étrangères siègent à sa place, voire qu'ils siègent tous les trois[74]. Lorsque le président et le Premier ministre ne sont pas d'accord, le mécanisme constitutionnel serait susceptible de se bloquer car le partage de compétences entre eux n'est pas clair. Toutefois, jusqu'à présent, la Roumanie a parlé d'une seule voix[74].
- Le président de la République tchèque. En Tchéquie, le président et le président du gouvernement ont tous les deux le droit de représenter leur État[80]. Normalement, le Premier ministre assiste aux réunions du Conseil. Cependant, il est arrivé que ce soit le président qui siège à sa place[80].

#### Détails des membres du Conseil

##### Membres actuels
| Membre | Membre                | Portrait | État membre                                  | Titre                               | Parti politique                                                                 | Depuis                                                                                      | Élections nationales précédentes | Élections nationales suivantes |
| ------ | --------------------- | -------- | -------------------------------------------- | ----------------------------------- | ------------------------------------------------------------------------------- | ------------------------------------------------------------------------------------------- | -------------------------------- | ------------------------------ |
|        | António Costa         |          | Président Membre sans droit de vote          | Président (Conseil)                 | Parti socialiste européen National : PS                                         | 1er décembre 2024 (Premier ministre du Portugal : 2015-2024)                                | 2024                             | 2029                           |
|        | Ursula von der Leyen  |          | Commission Représentation sans droit de vote | Présidente (Commission)             | Parti populaire européen National : CDU                                         | 1er décembre 2019                                                                           | 2024                             | 2029                           |
|        | Friedrich Merz        |          | Allemagne                                    | Chancelier fédéral                  | Parti populaire européen National : CDU                                         | 6 mai 2025                                                                                  | 2025                             | 2029                           |
|        | Christian Stocker     |          | Autriche                                     | Chancelier fédéral                  | Parti populaire européen National : ÖVP                                         | 3 mars 2025                                                                                 | 2024                             | 2029                           |
|        | Bart De Wever         |          | Belgique                                     | Premier ministre                    | Alliance libre européenne National : NVA                                        | 3 février 2025                                                                              | 2024                             | 2029                           |
|        | Rossen Jeliazkov      |          | Bulgarie                                     | Premier ministre                    | Parti populaire européen National : GERB                                        | 16 janvier 2025                                                                             | 2024                             | 2028                           |
|        | Níkos Christodoulídis |          | Chypre                                       | Président de la République          | Indépendant                                                                     | 28 février 2023                                                                             | 2023                             | 2028                           |
|        | Andrej Plenković      |          | Croatie                                      | Premier ministre                    | Parti populaire européen National : HDZ                                         | 19 octobre 2016                                                                             | 2024                             | 2028                           |
|        | Mette Frederiksen     |          | Danemark                                     | Première ministre                   | Parti socialiste européen National : SD                                         | 27 juin 2019                                                                                | 2022                             | 2026                           |
|        | Pedro Sánchez         |          | Espagne                                      | Président du gouvernement           | Parti socialiste européen National : PSOE                                       | 2 juin 2018                                                                                 | 2023                             | 2027                           |
|        | Kristen Michal        |          | Estonie                                      | Premier ministre                    | Parti de l'Alliance des libéraux et des démocrates pour l'Europe National : REF | 23 juillet 2024                                                                             | 2023                             | 2027                           |
|        | Petteri Orpo          |          | Finlande                                     | Premier ministre                    | Parti populaire européen National : Kok                                         | 20 juin 2023                                                                                | 2023                             | 2027                           |
|        | Emmanuel Macron       |          | France                                       | Président de la République          | Aucun National : RE                                                             | 14 mai 2017                                                                                 | 2022                             | 2027                           |
|        | Kyriákos Mitsotákis   |          | Grèce                                        | Premier ministre                    | Parti populaire européen National : ND                                          | 26 juin 2023                                                                                | 2023                             | 2027                           |
|        | Viktor Orbán          |          | Hongrie                                      | Premier ministre                    | Patriotes.eu National : Fidesz                                                  | 29 mai 2010 (mandat précédent : 1998-2002)                                                  | 2022                             | 2026                           |
|        | Micheál Martin        |          | Irlande                                      | Taoiseach                           | Parti de l'Alliance des libéraux et des démocrates pour l'Europe National : FF  | 23 janvier 2025 (mandat précédent : 2020-2022)                                              | 2024                             | 2029                           |
|        | Giorgia Meloni        |          | Italie                                       | Présidente du Conseil des ministres | Parti des conservateurs et réformistes européens National : FdI                 | 22 octobre 2022                                                                             | 2022                             | 2027                           |
|        | Evika Siliņa          |          | Lettonie                                     | Première ministre                   | Parti populaire européen National : Unité                                       | 15 septembre 2023                                                                           | 2022                             | 2026                           |
|        | Gitanas Nausėda       |          | Lituanie                                     | Président de la République          | Indépendant                                                                     | 12 juillet 2019                                                                             | 2024                             | 2029                           |
|        | Luc Frieden           |          | Luxembourg                                   | Premier ministre                    | Parti populaire européen National : CSV                                         | 17 novembre 2023                                                                            | 2023                             | 2028                           |
|        | Robert Abela          |          | Malte                                        | Premier ministre                    | Parti socialiste européen National : PL                                         | 13 janvier 2020                                                                             | 2022                             | 2027                           |
|        | Dick Schoof           |          | Pays-Bas                                     | Premier ministre                    | Indépendant                                                                     | 2 juillet 2024                                                                              | 2023                             | 2025                           |
|        | Donald Tusk           |          | Pologne                                      | Président du Conseil des ministres  | Parti populaire européen National : PO                                          | 13 décembre 2023 (mandat précédent : 2007-2014 ; président du Conseil européen : 2014-2019) | 2023                             | 2027                           |
|        | Luís Montenegro       |          | Portugal                                     | Premier ministre                    | Parti populaire européen National : PPD/PSD                                     | 2 avril 2024                                                                                | 2025                             | 2029                           |
|        | Nicușor Dan           |          | Roumanie                                     | Président                           | Indépendant                                                                     | 26 mai 2025                                                                                 | 2025                             | 2030                           |
|        | Robert Fico           |          | Slovaquie                                    | Président du gouvernement           | Parti socialiste européen National : SMER – SD                                  | 25 octobre 2023 (mandats précédents : 2006-2010 et 2012-2018)                               | 2023                             | 2027                           |
|        | Robert Golob          |          | Slovénie                                     | Président du gouvernement           | Aucun National : GS                                                             | 1er juin 2022                                                                               | 2022                             | 2026                           |
|        | Ulf Kristersson       |          | Suède                                        | Premier ministre                    | Parti populaire européen National : Modérés                                     | 18 octobre 2022                                                                             | 2022                             | 2026                           |
|        | Petr Fiala            |          | Tchéquie                                     | Président du gouvernement           | Parti des conservateurs et réformistes européens National : ODS                 | 28 novembre 2021                                                                            | 2021                             | 2025                           |

#### Lignes de fractures géopolitiques et affiliations partisanes au sein du Conseil

Affiliation partisane des membres du Conseil européen.
PPE
PSE
ALDE
CRE et ALE
Patriotes.eu
Autre

À première vue, si on le regarde de l'extérieur, politiquement, le Conseil européen est une autorité intergouvernementale incarnant d'un bloc les intérêts de l'ensemble des États et des peuples de l'Union, notamment face à d'autres institutions communautaires souvent critiquées pour leur caractère technocratique et supranational. Cette fonction commune, utile à tous ses membres, peut donner le sentiment que cet organe possède par nature une unité forte, mais cette unité est un leurre. En réalité, le Conseil est lui-même souvent traversé de l'intérieur par des forces centrifuges puissantes, liées aux affiliations politiques de ses membres, mais aussi à l'histoire de leurs pays, à leur situation géographique, militaire, financière, à leur culture, ou à leur modèle économique et social.
Parmi ces lignes de fracture, qui créent des groupes d'intérêts au sein du Conseil européen, on trouve d'abord l'opposition historique entre l'Europe de l'ouest, qui a fondé les premières institutions de l'Union européenne et l'OTAN juste après la Seconde Guerre mondiale, articulée autour du noyau de l'Europe des Six et de la mégalopole européenne, et l'Europe de l'est, qui a rejoint la construction européenne et l'OTAN plus tard, après la chute du mur de Berlin, articulée autour du noyau du groupe de Visegrad et du souvenir de l'appartenance à l'ancien Bloc soviétique. Cette première opposition se double, en Europe de l'ouest, de l'opposition entre les pays d'Europe du Nord, souvent présentés comme les pays de la rigueur, des économies fortes, et des salaires élevés, pilotée par le couple franco-allemand, et les pays d'Europe du Sud, pays du laisser-aller, de la corruption, des économies plus faibles, et de la main d'œuvre bon marché, parfois désignés sous l'acronyme dénigrant PIGS.
Outre cette première opposition est-ouest et nord-sud, on trouve également, au sein du Conseil, l'opposition entre les grands Etats de l'Union, grosso modo ceux de plus de 300 000 km² et de plus de 40 millions d'habitants, qui possèdent une industrie puissante, un marché intérieur solide, des ressources naturelles diversifiées et des capacités militaires importantes, qui leur permettent de se placer parmi les premières puissances européennes et mondiales, et qui vont avoir tendance, conscients de leur poids au sein de l'Union, à favoriser plutôt des logiques intergouvernementales, d'associations ponctuelles, à protéger davantage leurs prérogatives souveraines, et à se mettre davantage en avant individuellement, et les plus petits Etats de l'Union, grosso modo ceux de moins de vingt millions d'habitants et pour beaucoup de 100 000 km² ou moins, qui peuvent avoir de très hauts niveaux de vie par habitant pour certains d'entre eux, des finances et industries très dynamiques, et une croissance forte, mais qui du fait de leur marché intérieur et de leurs ressources naturelles plus réduits, et conscients de leur poids limité face aux grands Etats, vont avoir tendance à favoriser les logiques supranationales, les décisions collégiales et des mécanismes de mutualisations pérennes, pour exister et prospérer à travers l'Union.
Outre ces oppositions historiques, économiques et géographiques, on trouve enfin les oppositions de sensibilités culturelles, essentielles en termes de vie et de représentation démocratiques, entre les peuples dits progressistes, sécularisés, libéraux, plutôt dérégulateurs, très attachés aux libertés et aux droits individuels, des minorités et des immigrés, très europhiles, comme les Etats du Bénélux, la France, ou l'Allemagne, et les peuples plus traditionnalistes, très croyants et attachés au fait religieux, aux traditions, aux communautés historiques, aux identités et aux droits collectifs, à l'autorité, aux normes, aux solidarités, à la famille, et qui se méfient du modèle progressiste, souvent plus eurosceptiques, comme la Pologne, la Hongrie, et dans une moindre mesure l'Italie, le Portugal, l'Espagne et l'Irlande.
Certains pays unifiés tardivement, comme l'Italie et l'Allemagne, sont eux-mêmes traversés de l'intérieur par des lignes de fracture puissantes, qui rejoignent les grandes lignes de fracture traversant l'Union, et peuvent influencer les décisions de leurs dirigeants, par exemple l'opposition entre l'Italie du Sud et du Nord, l'opposition entre l'Allemagne de l'est et de l'ouest, et même entre Allemagne protestante et catholique. On retrouve le même phénomène en France, dans l'opposition entre Paris et la Province, ou la France du Nord et la France méridionale, et en Espagne, dans l'opposition entre Etat central et régions autonomistes ou indépendantistes, comme la Catalogne ou le Pays basque.
Les pays nordiques, Danemark, et surtout Suède et Finlande, constituent un groupe à part, tantôt associé aux Pays d'Europe du Nord pour leur modèle économique et social, et pour leur maintien hors du bloc Soviétique, tantôt associé aux Pays de l'est, et particulièrement aux Pays baltes, pour des raisons historiques, géographiques et culturelles, mais surtout, depuis quelques décennies, pour des questions géopolitiques touchant aux rapports à la Russie. De la même façon, ces mêmes pays nordiques, en particulier la Suède et la Finlande, seront tantôt associés aux grands Etats de l'Union pour leur superficie, leurs ressources naturelles, et l'aménagement de leur territoire, tantôt aux petits États de l'Union pour leur population, leurs capacités militaires et leur PIB national. Du fait de leurs profils particuliers, l'Irlande, située au nord, mais présentant beaucoup de caractéristiques de pays du Sud (religion, histoire, démographie, politique fiscale, etc.), et l'Italie, située au Sud, mais présentant beaucoup de caractéristiques de pays du Nord (industrie solide, tissu urbain dense, histoire, etc.), sont susceptibles de basculer d'un groupe d'intérêts à un autre, au gré des sujets abordés et des oppositions.
Outre ces lignes de fractures entre blocs d'Etats et de peuples, le Conseil est également traversé par des forces centrifuges liées aux orientations partisanes de ses différents membres. En effet, bien qu'ils soient censés représenter d'abord les intérêts de leurs pays, les membres du Conseil sont aussi par définition des hommes ou des femmes ayant remporté des élections démocratiques en exprimant des convictions politiques, qui conçoivent les intérêts de leur pays sous un prisme partisan. La plupart sont membres d'un parti politique national, qui a participé à les faire élire, et dans la plupart des cas, ce parti est lui-même membre d'un grand parti politique européen.
Du point de vue de ses divisions internes, le Conseil est en fait à l'image de l'Europe. Et pour le faire fonctionner, et en tirer bénéfice, ses membres doivent constamment négocier, penser leurs intérêts avec ceux de leurs homologues, s'informer soigneusement de leur situation, de leurs forces et de leurs besoins, mais aussi de leur histoire, de leur culture, anticiper les échéances électorales, jouer de solidarités et d'égoïsmes mutuels, réarticuler leurs relations pour trouver le maximum de soutiens, et savoir composer avec des lignes de fractures parfois profondes.
Etant parfaitement conscients de cela, et de leurs affiliations respectives, les membres du Conseil se réunissent régulièrement par affinités géopolitiques ou par tendance politique avant les sommets européens afin de coordonner leurs positions, leurs votes et de peser davantage dans les négociations. Pour cette raison, il est impossible de comprendre les orientations données par le Conseil européen à l'Union si l'on ne prend pas en compte attentivement les rapports de force entre les différents groupes d'Etats et partis en son sein.
Tableau 1. Rapport de force entre partis et groupes au sein du Conseil européen :
| Parti | Parti                                                                   | Membres | % de pop. |
| ----- | ----------------------------------------------------------------------- | ------- | --------- |
|       | Parti populaire européen (PPE)                                          | 11      | 40,2 %    |
|       | Parti socialiste européen (PSE)                                         | 3       | 12,2 %    |
|       | Parti de l'Alliance des libéraux et des démocrates pour l'Europe (ALDE) | 2       | 1,5 %     |
|       | Parti des conservateurs et réformistes européens (CRE)                  | 2       | 15,5 %    |
|       | Patriotes.eu                                                            | 1       | 2,1 %     |
|       | Alliance libre européenne (ALE)                                         | 1       | 2,6 %     |
|       | Autres                                                                  | 3       | 16,9 %    |
|       | Indépendants                                                            | 4       | 9,0 %     |
| Total | Total                                                                   | 27      | 100 %     |

### 2. Le président du Conseil européen

#### Origines de la fonction

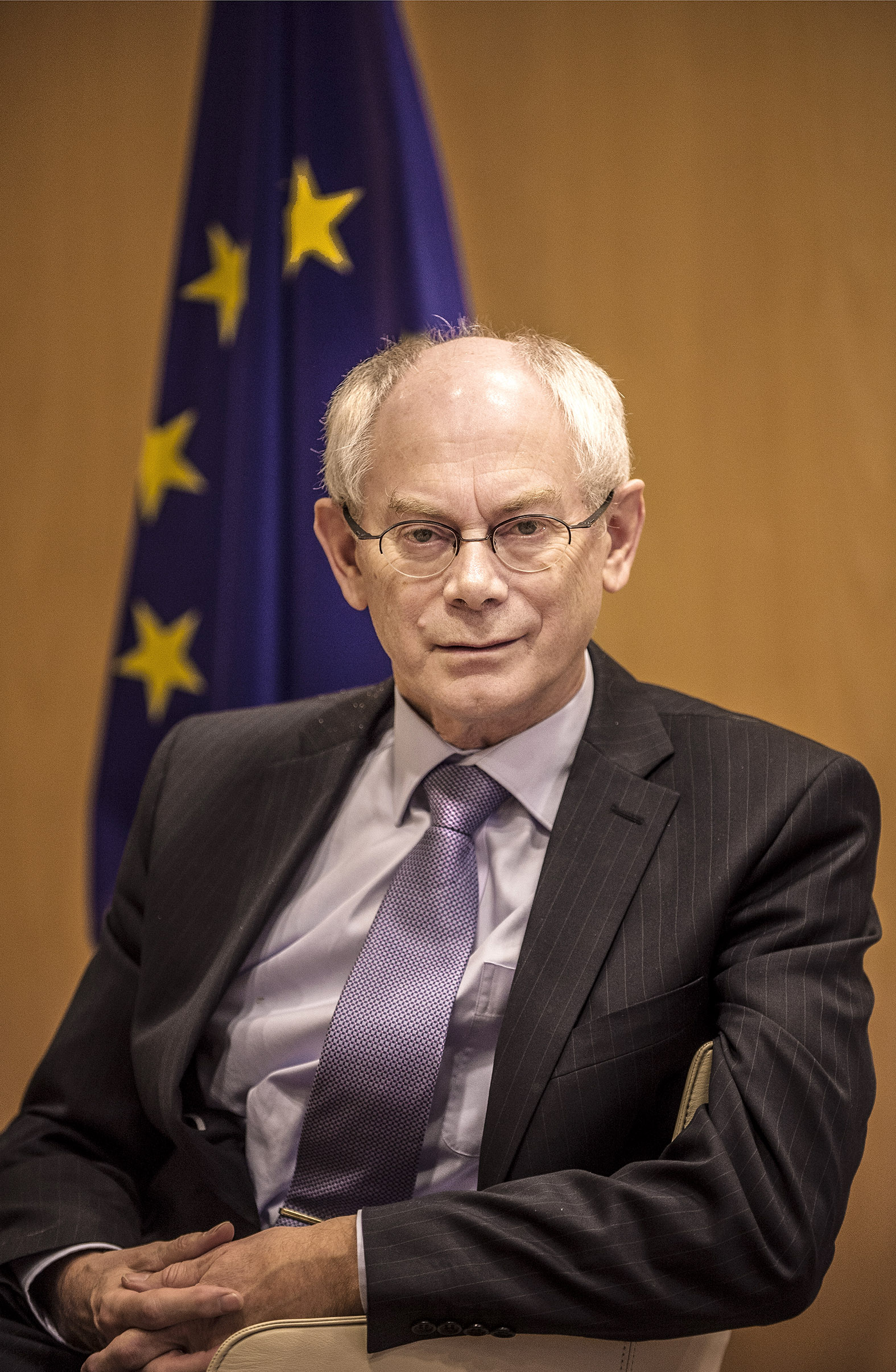
Herman Van Rompuy, premier président permanent du Conseil européen.

C'est au début des années 2000 que l'idée de doter le Conseil européen d'un président permanent élu entre réellement dans l'agenda politique des grands dirigeants européens siégeant au Conseil, après que ces derniers aient pris conscience, à travers les luttes avec le Parlement, de la nécessité de réformer leur institution sous peine que l’Union ne bascule dans des logiques parlementaristes.
Sur la suggestion du ministre britannique des Affaires Etrangères Jack Straw, le président français Jacques Chirac est le premier à proposer dans un discours de mars 2002 que les chefs des exécutifs européens élisent un président permanent du Conseil européen, qui aurait pour fonction de représenter l'Union européenne. Convaincu comme lui de la nécessité de réformer la présidence du Conseil, pour le rendre plus fort et plus indépendant, le Premier ministre espagnol José María Aznar reprend très vite sa proposition en y ajoutant ses conditions : ce président permanent ne devra pas détenir de mandat national, et il devra être un ancien chef d’État ou de gouvernement. À l'occasion de cette refonte de poste, il propose également de doter le Conseil d’un pouvoir de dissolution du Parlement, à l'initiative de la Commission. Tony Blair, alors Premier ministre britannique, leur emboite le pas, et dénonce la présidence tournante trop faible du Conseil, calquée la présidence du Conseil des Ministres de l'UE, qui ne permet pas au Conseil de fonctionner de façon aussi efficiente qu'il le devrait.
Derrière cette question apparemment institutionnelle, s'engage en réalité une lutte de pouvoir féroce entre d'un côté trois membres du Conseil dirigeant de grands Etats, conscients de leur puissance, de leur poids et de leur légitimité démocratique, tenants pour Jacques Chirac et José Maria Aznar d'une tradition présidentialiste, qui souhaitent étendre leur pouvoir au sein de l'Union par le levier de l'intergouvernementalisme en transformant le Conseil européen en un organe exécutif directorial autonome, central et dominant, et de l'autre côté les membres du Conseil dirigeant des Etats plus modestes et les représentants des autres institutions européennes, partisans du supranationalisme, très attachés aux prérogatives et aux acquis communautaires, tenants d'une Union fédéraliste et parlementariste, modèle prévalant en Europe, avec un Parlement européen dominant, auquel tout l'appareil l'exécutif et les Etats de l'Union seraient soumis et devraient rendre des comptes.
Tous ont conscience que la création d'un poste de président permanent du Conseil européen achèverait de transformer cette assemblée intergouvernementale itinérante et semi-permanente en un organe exécutif fixe et stable, central au sein de l'Union européenne. Les débats qui s'engagent dans la foulée de la proposition des trois dirigeants, connue sous le nom de « proposition ABC » (pour Aznar-Blair-Chirac), opposent très vite deux partis. Première à s'exprimer, la Commission européenne, chargée de tout l'exécutif communautaire, se montre favorable au maintien de la présidence tournante du Conseil européen, plus conforme à ses intérêts, au maintien de ses prérogatives et de ses pouvoirs. Dans un avis publié le 11 décembre 2002, les dirigeants du Benelux, de tendance supranationale, lui emboîtent pas, et déclarent à leur tour qu'ils n'accepteront en aucun cas qu'un président non-membre du Conseil soit élu.
En réponse, le 16 janvier 2003, le chancelier allemand Gerhard Schröder et le président français Jacques Chirac réaffirment tous deux, dans une déclaration conjointe, que le Conseil européen doit élire son président pour un mandat de cinq ans, ou un mandat renouvelable de deux ans et demi. Leur idée est retenue, un an plus tard, par le président de la convention travaillant sur un traité établissant une Constitution pour l'Europe, Valery Giscard d'Estaing. Marqué par le modèle de la Ve République et attiré par le modèle présidentialiste américain, ce dernier est un farouche partisan de la réforme du poste de président du Conseil européen, avec une extension forte de ses pouvoir, au point que certains analystes l'ont soupçonné à l'époque d'être intéressé à la fonction réformée, et d'envisager d'achever sa carrière en l'occupant.
Finalement, les deux partis s'accordent sur une solution de compromis, conçue par le couple franco-allemand : les partisans d'une présidence permanente forte acceptent de céder sur une partie de ses pouvoirs, et de maintenir la responsabilité d'une partie de l'appareil exécutif de l'Union devant le Parlement européen, tandis que les partisans d'un régime parlementaire et d'un Conseil faible acceptent de céder sur le principe d'une présidence permanente et indépendante élue, responsable devant le seul Conseil, et sur la reconnaissance du Conseil européen comme organe exécutif suprême de l'Union, indépendant et souverain. Ainsi, reprenant les vues des dirigeants intergouvernementalistes, le texte du traité Constitutionnel de 2004 déclare que le Conseil européen « élira son président à la majorité qualifiée pour un mandat de deux ans et demi renouvelable une fois ». Et reprenant les vues des supranationalistes, il ajoute que le président sera membre de plein droit du Conseil européen, mais qu'il ne pourra pas prendre part au vote, à l'instar du président de la Commission.
Quelques oppositions à ces dispositions partent encore des institutions et figures supranationales européennes. Parmi elles, le président de la Commission Romano Prodi, directement menacé dans ses prérogatives, rejette immédiatement le mécanisme proposé, au motif que ce président permanent, responsable uniquement devant son Conseil intergouvernemental, manquera de légitimité démocratique, contrairement au président de la Commission qui est responsable devant le Parlement européen élu par les citoyens de l'Union. Malgré ces oppositions internes, et du rejet du traité constitutionnel par la France et les Pays-Bas, le traité de Lisbonne de 2007-2009 réformant le TUE reprend, en les modifiant légèrement, la quasi totalité des dispositions du Traité constitutionnel, qui sont pour l'essentiel en vigueur aujourd'hui.

#### Nomination, destitution et remplacement
Politiquement, tout dans les textes traduit la volonté de transformer la présidence du Conseil européen en une fonction consensuelle, de compromis, à la fois intergouvernementale et supranationale, placée au-dessus des partis, consacrée à la fois à la défense des intérêts du Conseil européen et de l'ensemble de l'Union européenne.
Certes l'élection et la destitution du titulaire du poste sont à la discrétion des seuls chefs d'Etat et de gouvernement. Conformément à l'article 15 §5 du TUE, réformé en 2009 par le Traité de Lisbonne, les membres du Conseil européen élisent souverainement leur président à la majorité qualifiée pour un mandat de deux ans et demi, renouvelable une fois. En accord avec la même procédure, ils peuvent mettre un terme à son mandat en cas d'empêchement, ou de mauvais comportement présentant un caractère sérieux et grave. Et leur choix n'a pas à être discuté ou approuvé par le Parlement.
En revanche, le profil des candidats est très encadré par les textes, qui fixent des limites et donnent des indications clairs quant aux options possibles. Par exemple, pour s'assurer de la représentativité du titulaire, les textes demandent aux membres du Conseil de prendre en compte lors de leurs nominations « la diversité géographique et démographique de l'Union » et « le poids respectif des différents partis politiques dans l'Union », de considérer « le sexe du candidat »,« la taille de son État membre d'origine », et même d'éventuels autres éléments favorables à son impartialité, comme « une neutralité militaire de son État membre ».
De la même façon, pour s'assurer que la personnalité élue sera détachée de ses intérêts nationaux, et qu'elle ne sera pas sujette à des conflits d'intérêts, les textes stipulent clairement qu'elle ne peut pas détenir de fonction nationale pendant son mandat, ce qui interdit par définition à tout membre du Conseil, aussi prestigieux et puissant soit-il, de postuler lui-même à la fonction. En revanche, bien que cela ne soit pas formellement prévu dans les traités, rien ne l'empêche d'occuper d'autres fonctions au niveau européen,.
Ce point juridique permet en théorie à un seul et même responsable de cumuler les mandats de présidents du Conseil européen et de la Commission, fusionnant en sa personne les présidences des deux grands organes exécutifs de l'Union, pour exercer une sorte de « super-présidence », et même potentiellement d'y ajouter le mandat de Haut Représentant, pour avoir la main sur les questions de défense et de sécurité de l'Union, et encore un mandat d'eurodéputé lui permettant de siéger et de s'exprimer en outre au Parlement européen, et de se prévaloir d'un mandat législatif démocratique issu du vote direct des citoyens Européens.
Les combinaisons laissées ouvertes par les textes autour de la présidence du Conseil européen en contexte communautaire sont infinies, et montrent à la fois la souplesse et le pragmatisme du processus de construction européenne, la volonté d'inscrire ce poste à la fois dans des logiques intergouvernementales et supranationales, spécifiquement européennes, et l'importance de la pratique et de la personnalité des titulaires dans la définition, l'articulation et l'extension des pouvoirs des différents postes à responsabilité de l'Union.
Ce souci de détacher la présidence du Conseil des seules logiques internes de son institution, et de l'imbriquer avec le reste des organes communautaires, se retrouve jusque dans la procédure de remplacement. Ainsi, au cas où un président du Conseil mettrait fin à son mandat de manière anticipée pour cause de maladie ou de décès, ses fonctions doivent être exercées, pendant l'intérim, par le chef d’État ou de gouvernement de l’État membre ayant la présidence du Conseil des Ministres de l'UE.

#### Place et fonctions au sein du Conseil et de l'Union
Contrairement à un président fédéral élu au suffrage universel, qui disposerait d'un mandat représentatif assis sur une légitimité démocratique personnelle, et qui aurait un pouvoir d'initiative et une autorité propres, le président du Conseil européen est soumis à un mandat impératif, inscrit dans des logiques confédérales, sans pouvoir d'initiative ni autorité propres, qui le place entièrement au service et sous la dépendance du Conseil. Autrement dit, quoi que sa fonction permanente et élective soit établie et reconnue spécifiquement par les textes constitutionnels de l'Union, qu'il ait été doté depuis 2009 d'un bureau permanent et d'une administration propre, il reste soumis tout au long de son mandat à l'autorité intergouvernementale qui l'a élu, et il ne peut agir, s'exprimer ou négocier au-delà des directives que lui donnent ses membres. Tout son pouvoir, son prestige et sa légitimité sont en réalité ceux des membres réunis du Conseil européen qu'il représente, sans lesquels il n'est rien ni ne peut rien politiquement.
Conformément à ces principes, le président du Conseil a pour première fonction de présider les réunions du Conseil, d'en diriger les travaux, d'en assurer la préparation et la continuité avec l'aide du président de la Commission, et de faciliter l'apparition d'un consensus entre ses différents membres quand ils sont en négociation. Mais il ne dispose ni de droit de vote, ni de droit de veto pendant les réunions, qui sont le strict monopole des chefs d'Etat et de gouvernements, seuls membres constitutifs souverains du Conseil. À l'issue des réunions, il est chargé par les membres du Conseil de faire un rapport au Parlement européen pour lui rapporter le déroulement des séances et leurs conclusions, afin que ce dernier puisse traduire, conjointement avec le Conseil des Ministres, ses décisions sous formes de textes juridiques permettant leur application.
Outre ses fonctions administratives, le président du Conseil européen a pour mission de représenter le Conseil, et à travers lui les exécutifs de l'Union, auprès des chefs d’État et de gouvernement étrangers, notamment dans les domaines concernant la PDSC, mais il n'est pas habilité à mener les négociations politiques lui-même au nom du Conseil. Au-delà de ce domaine spécifique, les textes lui donnent aussi pour fonction de représenter l'Union européenne de façon plus générale auprès des grands médias, des citoyens de l'UE, des autres grands responsables politiques et lors des grands évènements internationaux, mais là encore, à simple titre représentatif ou pédagogique, et sans lui accorder de pouvoir d'initiative.
L'ambiguïté du statut de président permanent du Conseil se retrouve également dans ses dotations. En effet, pour mener à bien ses missions, ce dernier dispose, comme le président de la Commission, d'un bureau permanent, établi dans le bâtiment Europa du quartier européen de Bruxelles, et il est assisté d'un cabinet composé de 17 membres, 8 assistants, trois huissiers, et deux conducteurs,. Mais dans la mesure où ils constituent des éléments de veille, physiques, ce bureau et cette administration participent surtout à consacrer la permanence et l'existence du Conseil qu'il représente et pour lequel il travaille, parmi les institutions européennes, à Bruxelles, entre ses sommets saisonniers.
Pour les analystes Koen Lenaerts, Jean-Marc Binon et Piet Van Nuffel, le fait de ne pas confier au président du Conseil européen un rôle actif dans les procédures internes et externes auxquelles il est affecté traduit la volonté, de la part des membres même du Conseil, de ne pas donner à leur président un vrai rôle politique souverain indépendant, pour ne pas en faire un « président de l'Union européenne », qui se placerait au-dessus d'eux, en tant qu'autorité fédérale suprême.
En l'état, le statut du président du Conseil consacre le caractère confédéral, directorial et collégial du Conseil européen, comme entité exécutive suprême, collective et intergouvermentale. Et si le fait de s'être doté d'un président permanent permet au Conseil d'avoir une existence et une voix permanentes au sein des institutions, de mieux se coordonner, d'être plus réactif et efficient, de travailler plus vite, de planifier des politiques à plus long terme, et de mieux s'affirmer face aux autres organes supranationaux de l'Union, il ne se substitue aucunement à lui, et ne peut agir et parler sans son autorisation. Et le pouvoir exécutif reste aux mains de l'assemblée des chefs d'exécutifs dans son ensemble.

### 3. Président de la Commission européenne
Parce qu'elle a constitué un enjeu stratégique essentiel dans les luttes de pouvoir entre d'un côté intergouvernementalistes, partisans d'une organisation confédérale et directoriale des Communautés donnant la prédominance aux chefs d'Etat et de gouvernement nationaux et au pouvoir exécutif, et de l'autre supranationalistes, partisans d'une organisation fédérale et parlementariste des Communautés donnant la prééminence aux élus et responsables communautaires et au pouvoir législatif, la place du président de la Commission au sein du Conseil européen est sans doute l'une de celles qui a le plus évolué au fil des années. Il est toutefois possible de distinguer deux grandes périodes. La première s'ouvre en 1987, lorsqu'à la demande des États du Benelux, l'Acte unique européen entérine sa présence au sein du Conseil européen:
- De 1987 à 2009, d'un point de vue légal, le président de la Commission siège de plein droit au Conseil, avec un statut équivalent à celui des chefs d’État et de gouvernement, comme membre constitutif du Conseil, et il dispose comme eux du droit de vote et de veto. Il peut, par conséquent, bloquer les décisions des chefs d'État et de gouvernement membres du Conseil lorsqu'il les juge contraire à ses intérêts, menaçant les acquis communautaires, ou lorsqu'il est en en désaccord stratégiquement avec eux.
- En 1992, avec l'entrée en vigueur du Traité de Maastricht, le président de la Commission européenne perd le monopole de l'initiative en matière de définition des grands axes de politique générale de l'Union européenne, qui est reconnu en première intention au Conseil européen. C'est avec ce Traité, et cette mesure, que s'engage l'inversion dans les hiérarchies de pouvoir entre le Conseil et la Commission.

La seconde phase s'ouvre avec l'entrée en vigueur du traité de Lisbonne en 2009. Dès lors :
- Le président de la Commission n'assiste plus au réunions du Conseil européen qu'à titre consultatif, comme simple représentant de la Commission, organe exécutant subalterne chargé de la mise en œuvre des orientations politiques générales définies par le Conseil, avec la mission d'assister le président du Conseil dans ses missions administratives, et de donner son point de vue aux membres du Conseil quand ils sont en négociations pour faciliter le consensus (y compris pendant les sommets de la zone euro).

- Le président de la Commission ne dispose plus le droit de vote et de veto pendant les réunions du Conseil européen[99], qui redevient le monopole des chefs d'Etat et de gouvernement, et ne il peut par conséquent plus bloquer la prise de décision en cas de désaccord avec eux[100].
- Le président de la Commission peut, en revanche, chercher à influencer le résultat des délibérations lors des réunions du Conseil avec le soutien d'un ou plusieurs États membres[101]. Et pour obtenir ce soutien, il peut négocier des contreparties, en jouant des pouvoirs étendus qu'il tire de la direction de la Commission.

### Non-membres du Conseil assistant aux réunions

#### Ministres des Affaires étrangères
Dans la mesure où l'une des premières motivations à la création du Conseil européen a été de permettre aux Etats européens de bénéficier d'une projection accrue sur la scène internationale grâce aux leviers communautaires, et de faire face aux grandes crises et aux grands événements internationaux ensemble, d'un bloc, de façon plus coordonnée et plus efficace, il est assez naturel que se soit posée d'emblée la question de la présence en son sein des ministres des Affaires étrangères des différents États de l'Union.
Pendant les vingt premières années d'existence du Conseil, du sommet de Paris de 1957 à l'Acte unique européen de 1987, les chefs d’État et de gouvernement sont venus le plus souvent aux réunions du Conseil accompagnés de leurs ministres des Affaires étrangères. La question de leur statut au sein du Conseil et du caractère obligatoire ou dispensable de leur présence n'a commencé à se poser que dans les années 1970, quand le Conseil a acquis une existence officielle au sein des institutions de l'Union et commencé à se structurer juridiquement.
Alors que le président français Valéry Giscard d'Estaing, issu d'une tradition présidentialiste et d'incarnation personnelle, souhaitait que les réunions au sommet du Conseil ne concernent que les chefs d'exécutifs, les dirigeants des petits États membres, de tradition plus parlementariste et collégiale, se sont tous positionnés en faveur du maintien de la présence et de la pleine participation aux débats de leurs ministres des Affaires étrangères.
Lors des discussions, le président français dut prendre en compte le fait que le Premier ministre néerlandais avait l'obligation constitutionnelle de se rendre aux sommets internationaux accompagné de son ministre des Affaires étrangères. De la même façon, il dut prendre en compte le fait que le Premier ministre danois n'avait aucune compétence en matière de politique étrangère. Finalement, par respect pour les traditions respectives des États membres, les ministres des Affaires étrangères continuèrent à être invités.
A l'issue du sommet de Paris de 1974, l'article 3 du communiqué final stipula que les ministres des Affaires étrangères, réunis au sein du Conseil des Communautés, agiraient comme initiateurs et coordinateur des travaux et activités de la Communauté, avec la possibilité « d'accompagner » les chefs d’État et de gouvernement lors des réunions du Conseil. L'Acte unique européen de 1987 confirmait et renforçait la décision prise à Paris en spécifiant que les dirigeants européens pouvaient être « assistés » au Conseil par leurs ministres des Affaires étrangères, reconnaissant, dans certains cas, leur rôle de compétence et de conseil indispensable au bon déroulement des réunions. Mais sans en faire, toutefois, des membres siégeant de plein droit, ou disposant du droit de vote et de veto.

#### Haut Représentant de l’Union pour les affaires étrangères et la politique de sécurité
Parmi les responsables assistant aux réunions du Conseil sans en être formellement membres, figure enfin le Haut Représentant de l'Union. La présence de cette grande figure exécutive établie par le traité de Lisbonne en 2009, qui reprend et fusionne les fonctions exercées autrefois par le Secrétaire général du Conseil, le Haut représentant pour la politique étrangère et de sécurité commune et le Commissaire européen aux Relations extérieure, est par définition récente, et liée aux dernières réformes du Conseil.
Pour comprendre son importance dans l'appareil exécutif, qui motive sa présence aux réunions du Conseil, d'un point de vue politique, le Haut Représentant peut être assimilé à une sorte de double Ministre des Affaires étrangères et des Armées de l'Union, chargé de sa Politique extérieure et de sa Sécurité, sorte d'équivalent à l'échelle de l'UE de ce qu'est le secrétaire d'Etat pour les États-Unis. Etant affecté à deux domaines régaliens clé prioritaires pour l'UE, le titulaire du poste est aussi, d'office, Premier vice-présidente exécutif de la Commission européenne, avec autorité pour coordonner l'action des Commissaires avec celle de ses services.
Etant donnée la nature et l'importance de sa fonction et de ses pouvoirs, les liens qui le lient au Conseil européen, qui est l'organe exécutif suprême de l'Union, sont naturellement étroits. Ainsi, le Haut Représentant est élu tous les cinq ans à la majorité qualifiée par le Conseil avec l'accord du président de la Commission. Dans la mesure où il mène son action dans le cadre de la Commission européenne, dont il est le Premier vice-président, il est auditionné comme les autres membres de la Commission par le Parlement européen, et soumis comme eux à un vote d'approbation des députés. En revanche, dans son cas très spécifique, l'autorité du Parlement s'exerce uniquement dans la mesure où cela n'empiète pas sur ses obligations à l'égard du Conseil, qui prévalent. Dans la même logique, une fois nommé, contrairement au reste de la Commission, il n'est responsable que devant le Conseil, qui peut seul le démettre de ses fonctions.
On retrouve ce lien prioritaire avec le Conseil dans la définition et l'exercice de ses pouvoirs, et de ses missions administratives et diplomatiques. Désigné spécifiquement par le TUE comme un « mandataire du Conseil », le Haut Représentant est chargé de mettre en œuvre la politique de défense et de sécurité commune (PSDC) définie à la majorité qualifiée par ce dernier, avec le Conseil des Ministres de l'UE, en pilotant les structures chargées des relations extérieures de l’Union, principalement le Service européen pour l'action extérieure (SEAE), dont il désigne les membres et contrôle le budget, mais aussi le Service des instruments de politique étrangère (FPI) de la Commission, ainsi que le Conseil des affaires étrangères de l'Union (CAE) qu'il préside. Investi au nom du Conseil de tout l'appareil diplomatique communautaire, et fort du titre de Premier vice-président de la Commission, il veille à la cohérence de l'action extérieure de l'Union. Et il est chargé, au sein de la Commission, de toutes les responsabilités qui incombent à cette dernière dans le domaine des relations extérieures et de la coordination des autres aspects de l'action extérieure de l'Union.
C'est au nom de tous ces liens, de son processus de nomination, du mandat qu'il tient de lui, des leviers hiérarchiques qui les lient, des missions qu'il remplit pour lui, et des responsabilités qu'il à son égard dans l'appareil exécutif, que le Haut Représentant assiste aux réunions du Conseil, afin d'aider les chefs d'exécutifs de l'UE à élaborer leur stratégie pour la PSDC, à prendre leurs décisions en temps de crise, de leur faire des propositions à partir des données ou des retours d'expérience qu'il a sur le terrain, et de leur rendre compte de son action,. Sa présence au Conseil est un peu le pendant, à l'échelle communautaire, de la présence des Ministres des Affaires étrangères qui accompagnent et assistent les dirigeants d'Etats. Et elle est d'autant plus importante que, s'il peut préparer des initiatives, ses décisions doivent être systématiquement validées et adoptées par le Conseil.

#### Ministres des finances et Président de la zone euro
Lorsque se réunit, au sein du Conseil européen, la formation réduite des vingt États membres de la zone euro constituant le « gouvernement économique de la zone euro », et que ce groupe tient les sommets de la zone euro, les chefs d’État et de gouvernement intéressés sont systématiquement accompagnés de leurs ministres des finances respectifs.
La présence de ces dernier à ces sommets particuliers de la zone euro s'explique d'une part, comme pour celle des ministres des Affaires étrangères aux sommets généraux, par l'obligation constitutionnelle ou la nécessité technique qu'ont certains présidents ou chefs de gouvernements étrangers (Pays-Bas, Danemark, etc.) d'être accompagnés de leurs ministres compétents pour les sujets traités lors des sommets internationaux. Elle s'explique aussi, en outre, par le fait que ce sont ces mêmes ministres des finances de la zone euro qui représentent leurs Etats à l'Eurogroupe, qui se réunit systématiquement la veille du Conseil ECOFIN mensuel afin de coordonner leurs politiques et stratégies monétaires, et qu'ils doivent donc être parfaitement au fait des grandes orientations impulsées par leurs dirigeants au Conseil européen en matière de Politique monétaire commune.
En théorie, ces sommets de la zone euro pourraient disposer d'une présidence propre distincte, donnant le titre de « Président de la zone euro », mais depuis leur création en 2008-2012, cette fonction a toujours été attribuée par principe au président du Conseil européen, afin d'y associer symboliquement l'ensemble du Conseil (non-membres de la Zone euro compris), et que ce dernier y incarne le principe d'unité des exécutifs européens.

## Sommets européens

### Déroulement des sommets et processus de négociation
Lors des sommets européens, le Conseil se réunit en assemblée, régie par un strict principe d'égalité. Au sein de cette assemblée, n'ont de droit de vote et de veto que les chefs d'État ou de gouvernement des États membres de l'Union, membres historiques souverains siégeant de plein droit.
Bien qu'il soit considéré comme un membre à part entière du Conseil, et siège aussi de plein de droit, le président permanent du Conseil établi en 2009 est n'est investi que de fonctions administratives et de représentation, et il travaille au service des membres historiques souverains. De la même façon, bien qu'il assiste systématiquement aux réunions du Conseil depuis 1987, et qu'il ait le devoir d'aider le président du Conseil dans ses missions, afin de faciliter avec lui l'élaboration du consensus, le président de la Commission n'a plus ni droit de vote ni de veto depuis le Traité de Lisbonne de 2009.
Les décisions de l'assemblée sont prises à l'issue d'un processus de négociation de durée indéterminée, mené à huis clos. Pendant ces négociations, chaque chef d’État ou de gouvernement a le même poids que les autres, indépendamment de la taille, du poids économique ou de la population de son pays. Aucun ne peut prétendre exercer d'autorité particulière sur les autres. Tous ont la même capacité d'initiative, de proposition, et le même droit de vote et de veto, à une voix. Hors de certains cas particuliers définis par les traités, les décisions sont toujours adoptées à l'unanimité. La plupart du temps, les consensus sont le fruit de négociations longues entre les États membres, commencées bien avant les sommets, parfois des mois avant un sommet.
Quoi qu'il oblige souvent encore à de longues négociations sur place (jusqu'à quatre jours), aboutisse parfois à des blocages, et fasse souvent l'objet de proposition de réformes, la majorité des membres du Conseil réaffirme régulièrement son attachement à son mode de fonctionnement collégial et égalitaire, adopté dans les années 1960-1970, qui permet au Conseil, lorsqu'il intervient, de s'exprimer d'une seule voix, forte et unie, au nom de l'ensemble des États souverains constituant l'UE, et de ménager les susceptibilités de tous.
À l'issue de chaque sommet, la présidence du Conseil européen est chargée de publier les décisions prises par le Conseil afin que les autres organes communautaires en prennent connaissance, et elle est chargée de les transmettre en personne au Parlement européen. En effet, bien qu'elles soient fondamentales politiquement, et fixent le budget de l'UE, les décisions du Conseil européen n'ont pas de valeur juridique formelle. Pour qu'elles soient appliquées, il faut qu'elles fassent l'objet d'une proposition de plan de la Commission européenne, l'organe exécutif chargé de les mettre en pratique, puis d'un vote d'approbation du Parlement européen et du Conseil des Ministres de l'UE, les deux organes législatifs de l'Union.

### Lieu des sommets et siège du Conseil européen
Jusqu'en 2004, le Conseil européen était une institution itinérante, sans siège, et ses sommets, qui duraient en moyenne deux jours, avaient lieu dans une ville du pays dont l'exécutif assumait la présidence tournante. C'est au début des années 2000, avec la reconnaissance de son rôle politique central, et le renforcement de ses compétences, qu'est apparue la nécessité de le fixer géographiquement, et de le doter d'un siège stable, comme toute grande institution communautaire.
Pour arriver à cet objectif, dans un premier temps, le traité de Nice a établi en février 2003 que deux des quatre sommets du Conseil européen prévus chaque année devaient avoir lieu à Bruxelles, au terme de chaque présidence tournante du Conseil des ministres de l'UE. Cette première mesure, qui confirmait Bruxelles dans son statut de capitale des exécutifs de l'Union, associait une ville au Conseil européen, mais sans le doter de bâtiments propres servant à organiser ses sommets, et sans lui attribuer de siège.
Pour pallier ce manque, un an plus tard, le 1er mai 2004, il fut décidé que les sommets européens auraient tous lieu au « Justus Lipsius » de Bruxelles, par ailleurs siège du Conseil des ministres de l'UE avec lequel les réunions et la présidence du Conseil européen étaient synchronisés. Cette mesure, qui achevait de mettre un terme au caractère itinérant du Conseil européen, n'etait pas totalement satisfaisante, en ce qu'elle plaçait le Conseil européen sous la dépendance du Conseil des Ministres de l'UE. Mais elle était concomitante avec l'élaboration de la Constitution européenne de 2004, qui préparait son nouveau statut renforcé, intégralement repris par le traité de Lisbonne, en 2007-2009.
Et c'est après les réformes introduites en 2009 par le traité de Lisbonne, qui ont dissocié les deux Conseils intergouvernementaux de l'UE, et autonomisé et renforcé les compétences et la présidence du Conseil européen, que le Conseil européen et sa présidence ont définitivement acquis leurs locaux actuels, dans le bâtiment Europa du quartier européen de Bruxelles, les dotant d'un siège spécifique, avec des bureaux permanents, et leur permettant d'organiser leurs réunions et de fonctionner en toute autonomie.
Depuis début 2017, le Conseil siège et tient toutes ses réunions au sein du bâtiment Europa, au 175 rue de la Loi, à Bruxelles,. À l'instar des autres institutions européennes, ses locaux sont ouverts au public et des visites y sont organisées.

## Relations avec les autres institutions

### Avec le Parlement européen
C'est probablement avec le Parlement européen que les relations du Conseil sont historiquement les plus complexes et les plus conflictuelles. Ces tensions s'expliquent par le fait que les deux institutions incarnent deux logiques différentes, et à bien des égards opposées : le Conseil des logiques intergouvernementales et une prééminence politique de l'exécutif, le Parlement des logiques supranationales et une prééminence politique du législatif. Elles s'expliquent aussi par le fait qu'elles soient les deux seules institutions souveraines de l'UE, dont les membres sont élus au suffrage universel, et qu'elles rivalisent donc par nature dans leur prétention à incarner la souveraineté et à définir les politiques de l'Union.
Quoi qu'ils ne se soient devenus visibles que dans les années 1990, ces conflits opposant le Conseil et le Parlement remontent en réalité aux années 1950, aux origines même de la construction européenne. D'abord par la défiance constante que de nombreux membres du Conseil témoignent au Parlement. Ainsi, dès sa création en 1952-1957, le Parlement est soumis à la censure de la France, qui exige qu'il ne soit composé que de députés issus des parlements nationaux, sans mandat direct, et qu'il se réduise à une assemblée consultative, ne disposant d'aucun pouvoir légiférant. À l'époque, l'idée est que le Parlement, piloté par les majorités parlementaires nationales, ne serve qu'à contrôler et sanctionner la Haute Autorité, l'organe exécutif de la CEE, ancêtre de la Commission. Si, en 1974-1976, le Conseil tout juste officialisé décide d'accorder au Parlement le droit d'être élu au suffrage universel à l'initiative de Valery Giscard d'Estaing, cette réforme n'est pas sans susciter de fortes réserves en son sein. Les dirigeants du Danemark et du Royaume-Uni notamment, plus souverainistes, craignent qu'une assemblée européenne investie d'un mandat direct supranational n'ait tendance à se prévaloir de sa légitimité démocratique renforcée pour essayer d'étendre ses pouvoirs au détriment de ceux du Conseil, intergouvernental, qui vient juste d’être reconnu et est encore fragile politiquement.
Malgré ce regain de légitimité, qui transforme le Parlement en institution souveraine, ce dernier ne bénéficie d’aucune attribution de pouvoir nouveau de la part du Conseil dans les années qui suivent. Les demandes répétées des Allemands, très européistes, et imprégnés d'une culture parlementaire, d'étendre ses pouvoirs, se heurtent systématiquement depuis l'origine aux oppositions de la France, depuis le général de Gaulle à François Mitterrand en passant par le célèbre « Appel de Cochin » de Jacques Chirac, en 1978. Actant le blocage du verrou institutionnel et politique du Conseil qui fonctionne à l'unanimité, c'est par des réformes imposées de l'intérieur par les supranationalistes et au fil de luttes de pouvoirs féroces menées par le Parlement lui-même que ce dernier va réussir à étendre ses pouvoirs. Ce processus s'engage au milieu des années 1980, avec l’arrivée à la tête de la Commission du très volontariste Jacques Delors, déterminé à relancer la construction européenne, qui est alors en pleine eurosclérose. En 1987, l'Acte unique européen, conçu par la Commission Delors et le Comité Dooge, crée la procédure de coopération qui prévoit que les positions adoptées par le Conseil des Ministres sur certains actes législatifs seront transmises au Parlement, qui pourra proposer des amendements ou rejeter l'acte législatif. Dès lors, il est toujours possible, mais plus difficile pour les autres institutions de passer outre aux positions du Parlement.
Fort de ce pouvoir, ce dernier met très vite son veto à divers textes soutenus par le Conseil européen et la Commission : la directive sur Brevetabilité des inventions biotechnologiques en 1995 ; la directive sur les Offres publiques d'achat, proposée une première fois en janvier 1989 et adoptée seulement en 2004 après un long bras de fer législatif ; la Directive sur les services portuaires, par deux fois, une fois en 2003 par 30 voix d'écart, et en 2005 à la suite de l'insistance de la Commission par 120 voix pour, 25 abstentions et 532 pour la rejeter. En 1992, le traité de Maastricht renforce les pouvoirs du Parlement en créant la procédure de codécision. Cette procédure place pour la première fois le Parlement européen et le Conseil des Ministres de l'UE à égalité dans une partie du processus législatif. La procédure de codécision est simplifiée et étendue à un plus grand nombre de domaines par le traité d'Amsterdam (entré en vigueur en 1999), qui établit une égalité réelle entre le Parlement européen et le Conseil dans la procédure, et encourage l'ensemble des institutions européennes à coopérer pour limiter les conflits. En 2003, le traité de Nice étend encore les domaines couverts par la codécision. Et en 2007-2009, le traité de Lisbonne achève d'étendre la procédure de codécision, renommée procédure législative ordinaire, à d'autres domaines, couvrant la majeure partie des politiques de l'Union.
Au fil de ces réformes et de ces luttes ayant amené de l'expansion des pouvoirs législatifs du Parlement, ce dernier et le Conseil ont appris à trouver leur place respectives, à cohabiter, et même à collaborer, en articulation avec la Commission européenne et le Conseil des Ministres de l'UE, dans le cadre des obligations réciproques que les événements, les grandes crises (dettes souveraines, épidémie de COVID, guerre en Ukraine, changement climatique), les projets communs et surtout les traités successifs leur ont progressivement imposées, et qui les lient, pour arriver à une situation de relatif équilibre, et de reconnaissance mutuelle.
Conformément au principe de séparation, d'équilibre et de complémentarité des pouvoirs, qui fonde l'Union européenne, le Conseil européen et le Parlement européen disposent d'une indépendance politique totale l'un par rapport à l'autre, avec une répartition stricte des tâches et des pouvoirs. Investi de la souveraineté des États et des peuples, le Conseil est chargé de la définition des grands axes de politique générale de l'Union européenne, de constituer et piloter l'appareil exécutif permettant de l'appliquer, et de la politique internationale et de défense de l'Union. Tandis qu'investi de la souveraineté citoyenne, le Parlement européen est chargé de la conception des lois intérieures régissant le quotidien des citoyens de l'Union, d'exprimer leurs points de vue face aux politiques menées, de contrôler en leur nom la composition, la représentativité et l'action des exécutifs, de défendre leurs intérêts face au risque d'arbitraire ou d'abus des exécutifs, et de surveiller l'usage de l'argent public.
Cette stricte répartition des taches aboutit à une complémentarité administrative, établie par les traités de 1987 à 2009. Ainsi, à l'issue de chacune de ses réunions, le Conseil européen doit transmettre, par la main de son président, un rapport au Parlement européen, dépositaire avec le Conseil des Ministres de l'UE du pouvoir législatif, afin que celui-ci prenne connaissance des grandes orientations que les chefs d'exécutifs des États ont décidé de donner à la politique générale de l'Union, en matière de politique intérieure, qu'il puisse les discuter, et qu'il puisse les traduire, avec le Conseil des Ministres, dans le cadre de la procédure législative ordinaire, sous forme de textes juridiques permettant leur mise en action concrète.
Hors de cette obligation administrative, les deux institutions n'ont aucune emprise directe l'une sur l'autre. Etant deux institutions souveraines, dont les membres ont été élus directement par les citoyens, le Conseil et le Parlement n'ont notamment ni droit de dissolution ni de censure l'un sur l'autre. Cette absence d'emprise mutuelle fait que c'est autour de leur emprise sur les autres institutions, par les questions des nominations, des responsabilités, et du droit de contrôle, et plus largement de leur emprise sur toute l'armature institutionnelle et politique communautaire, que s'expriment régulièrement les tensions et les rivalités qui les opposent, dans des jeux de pouvoirs subtils, jouant des textes et de leurs failles, mais aussi des opportunités fournies par les évènements, impliquant souvent le Conseil des Ministres de l'UE et la Commission européenne.
Doté du monopole sur les nominations, le Conseil nomme les deux grands responsables de l'exécutif européen chargés de la mise en œuvre de ses politiques, président de la Commission et Haut Représentant, tandis que doté du monopole de la responsabilité et du droit de regard citoyen, le Parlement valide ou oppose son veto au choix du président de la Commission, chargé de l'application des politiques intérieures du Conseil, puis contrôle et éventuellement censure la forme que prend la gestion de la Commission au regard des textes, du bien commun, et dans le quotidien des citoyens. Mais répartitions de pouvoirs restent encore largement défavorables au Parlement.
Quoi qu'il soit souvent présenté dans les textes comme la « principale » institution de l'Union, dans les faits le Parlement est largement exclu du pilotage de la politique et de la conception de la législation de l'Union. Ainsi, il ne définit pas les grands axes de politique générale de l'Union, qui relèvent de la seule autorité du Conseil européen. Il ne dispose pas de l'initiative législative, dont la Commission a le monopole. Et le Conseil des Ministres de l'UE, Chambre Haute de l'Union, a des pouvoirs législatifs plus importants que lui, dans la mesure où il adopte également des lois dans le cadre limité de la procédure législative spéciale, privant les eurodéputés de tout pouvoir sur les Affaires étrangères et la Défense. Ces limites drastiques posées (à la demande de la France) aux pouvoirs du Parlement par les exécutifs, dominés par le Conseil, se retrouvent jusque dans la procédure législative ordinaire. Ainsi, même si pour être adoptés en codécision, les actes législatifs doivent être votés à la majorité par le Parlement et par le Conseil des Ministres, et même si en cas de désaccord, le Parlement peut rejeter le projet d'acte, ou l'amender à la majorité des parlementaires et non des présent, ses amendements ne peuvent être adoptés qu'à l'unanimité par le Conseil des Ministres si la Commission les approuve pas.
Certes, le Parlement participe au vote du budget de l'Union et a le dernier mot pour les dépenses dites « non obligatoires », avec la possibilité de rejeter et amender cette partie du budget. Cette supervision des dépenses est l'une de ses prérogatives majeures, notamment en accordant (ou pas) la « décharge » budgétaire à la Commission, par laquelle les députés valident la manière dont les fonds ont été gérés. Cette procédure a par exemple mené à la démission en 1999 de la Commission Santer, prouvant la montée en puissance du Parlement. En revanche, il reste écarté des décisions sur les recettes de l'Union, c'est-à-dire ne vote pas la partie recettes du budget de l'Union, ne vote pas l'impôt, et est donc exclu de la fiscalité, dont le monopole appartient au Conseil des Ministres de l'UE après approbation à l'unanimité par le Conseil européen.
Au final, les pouvoirs du Parlement européen tiennent surtout dans son droit de surveillance des activités de l'exécutif, en particulier celles de la Commission, qu'il peut censurer et donc démettre dans son ensemble, à la majorité de ses membres et aux deux tiers des suffrages exprimés. Vis-à-vis du Conseil européen, son emprise est faible, voire inexistant. Le Parlement peut bien donner un avis consultatif sur toute question au moyen des déclarations écrites, mais le Conseil n'a aucune obligation de les prendre en compte. Et concernant son pouvoir de nomination propre, il ne touche qu'au poste de médiateur européen, élu pour cinq ans.
Pour compenser ses faibles prérogatives décisionnelles et d'initiative législative, le Parlement s'efforce régulièrement de renforcer ses pouvoirs de contrôle et de censure par un usage étendu des textes ou à l'occasion d'événements le permettant par la pratique. Ainsi en 2009 à la faveur des réformes introduites par le traité de Lisbonne, de nombreux députés européens ont essayé d'établir le principe de responsabilité du Conseil européen devant le Parlement, en obtenant du nouveau président permanent du Conseil qu'il leur rende des comptes régulièrement pour son action et celles de son institution. Un telle pratique aurait favorisé les logiques parlementaristes dans le fonctionnement de l'Union européenne.
Mais le premier titulaire de la fonction Herman Van Rompuy leur a immédiatement opposé une fin de non recevoir, en leur faisant comprendre qu'il n'était pas responsable devant les eurodéputés, et qu'il ne répondrait pas à leurs questions écrites. Et tout au long de ses mandats, il s'est attaché à réaffirmer l'indépendance de sa fonction et de l'institution qu'il représente vis-à-vis des autres organes communautaires, et particulièrement du Parlement, dont des membres se prévalaient de leur élection au scrutin direct pour prétendre se placer au sommet des hiérarchies communautaires.

### Avec la Commission européenne

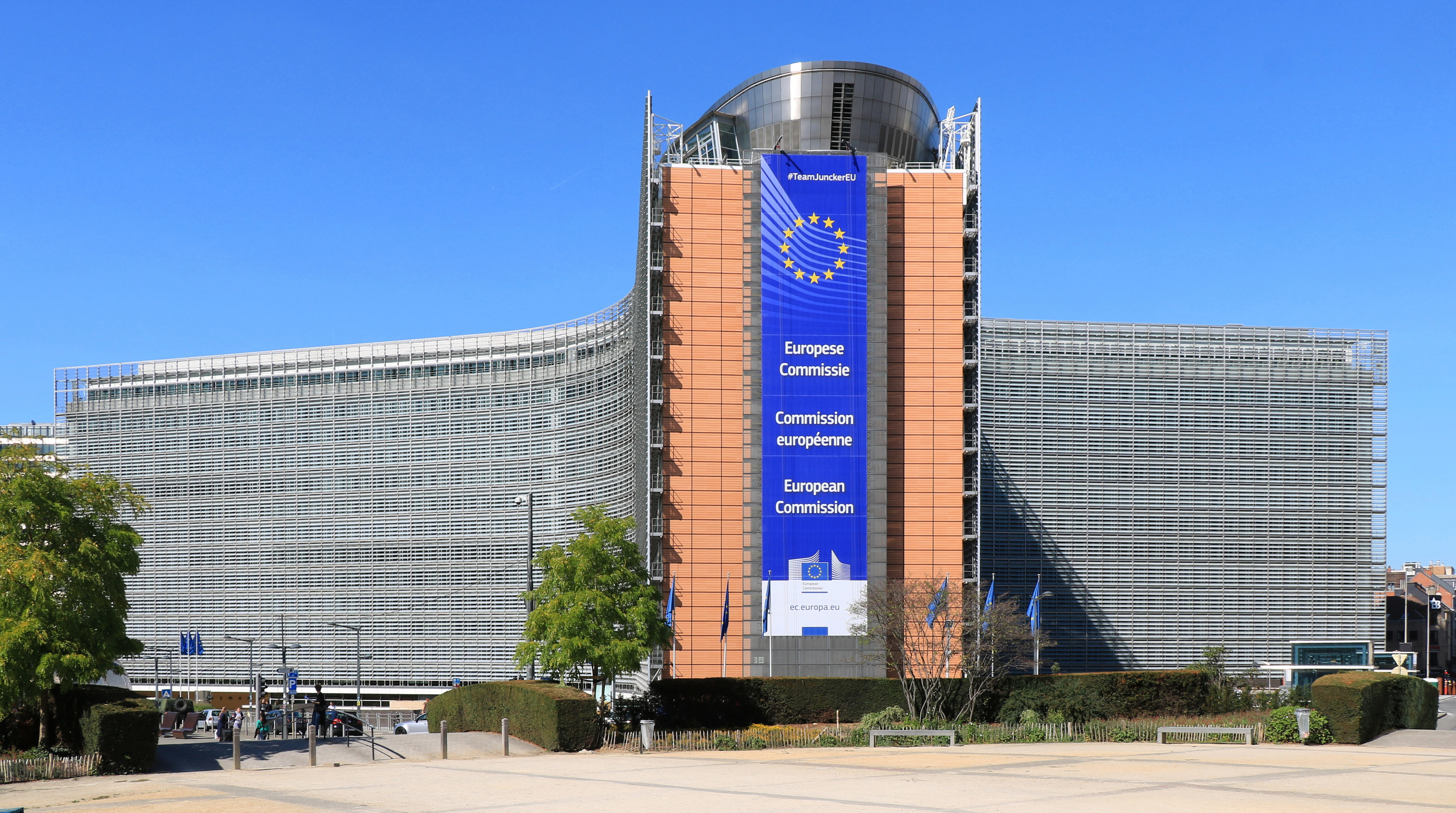
Siège de la Commission européenne à Bruxelles (Bâtiment Berlaymont).

Concernant les rapports du Conseil européen avec la Commission européenne, historiquement le problème ne tient pas tant à un de droit de contrôle mutuel de l'un sur l'autre, ou même de hiérarchies, la Commission ayant parfaitement conscience qu'elle ne dispose pas de la même autorité et assise démocratique, qu'à la répartition des fonctions et prérogatives entre les deux organes chargés de l'exécutif, et à savoir qui définit les grandes politiques pour l'Union et la façon dont elles seront appliquées. Ces questions, essentielles, se sont posées d'autant plus que pendant longtemps, la Commission européennes a exercé un quasi monopole dans nombre de ces domaines.
Au fur et à mesure que le Conseil européen s'est affirmé dans l'armature communautaire, et qu'il a étendu ses pouvoirs, ses relations avec la Commission européenne se sont réorganisées, soit par les textes, soit par la pratique, afin de donner à chacun sa place, et permettre un fonctionnement efficient du pouvoir exécutif de l'Union. À l'issue de ce processus, le Conseil a pris, collectivement, un rôle proche de celui d'un président confédéral, chef suprême des exécutifs de l'Union, qui définit ses grandes stratégies et nomme les personnes aux postes importants dans son appareil exécutif. Tandis que la Commission a pris un rôle proche de celui d'un gouvernement confédéral, nommé par cette présidence collégiale, dont elle est à la fois la mandataire, l'assistante, le relais et l'exécutante.
Ces hiérarchies refondées entre le Conseil et la Commission, consacrées par le traité de Lisbonne en 2009, sont patentes dès les processus de nomination. Placé à la tête des exécutifs par le traité, le Conseil européen nomme le président de la Commission, décision ensuite validée par un vote du Parlement, qui disposera seul du droit de contrôle et de censure sur la gestion de sa Commission. Dans le cas du Haut Représentant, chargé des Affaires étrangères et de la Politique de défense, c'est toujours le Conseil qui le nomme, mais cette fois avec l'accord du président de la Commission dont il sera d'office le vice-président, et qui sera amené à travailler étroitement avec lui. En revanche, une fois nommé, le Haut Représentant n'est responsable que devant le Conseil, et pas devant la Commission, ni même le Parlement.
Bien qu'elle ait perdu en capacité d'initiative, et que des frottements et rivalités aient pu exister entre le président de la Commission et les premiers présidents permanents du Conseil, la Commission européenne ne perçoit plus la création du Conseil européen et le renforcement progressif de ses pouvoirs comme un échec, notamment parce que les textes fondant et réformant le Conseil permettent à la Commission de lui demander d'adopter ses propositions en priorité quand celles-ci sont en accord avec les siennes. Ainsi, le Conseil européen, composé d'élus nationaux, a-t-il rapidement été perçu comme une institution démocratique renforçant la Commission dans sa légitimité et son action, et non comme un concurrent. Trouvant de solutions de compromis lorsque les textes étaient flous, les deux institutions ont vite appris à travailler ensemble, en bonne intelligence. D'autant plus vite que les présidents de la Commission étant nommés par le Conseil, il existait forcément des affinités et des convergences de vues entre eux.
La transmission du pouvoir d'initiative s'est faite progressivement au fil des évènements et des réunions. Au fur et à mesure que la Commission se désinvestissait de son rôle d'initiateur des politiques, le Conseil européen a occupé cet espace, sans la négliger ou la mépriser. Ainsi le Conseil européen invite-t-il régulièrement la Commission, qui est au contact du terrain, dispose d'outils statistiques globaux précis (Eurostat) et d'équipes d'études actives (Centres de recherche, Comités d'études, etc.), à lui soumettre des propositions ou des documents., afin d'avoir une vue d'ensemble des problèmes et défis auxquels l'Union et ses membres sont confrontés.
Du point de vue de la représentation de l'Union sur la scène internationale, tout un réaffirmant la prééminence politique et symbolique du président du Conseil sur le président de la Commission, un accord passé entre Barroso et Van Rompuy dans la foulée de l'entrée en vigueur du traité de Lisbonne en 2009 a établi le principe d'une représentation conjointe, de type « président-Premier ministre », telle que la pratiquent de nombreux États dans le monde. Cette pratique, maintenue depuis, permet aux deux responsables, dont les fonctions sont étroitement liées, d'incarner et assurer la bonne coordination des de l'ensemble de l'appareil exécutif communautaire en matière de diplomatie, avec la possibilité, en cas d'indisponibilité de l'un des deux, que l'autre assure seul la représentation de l'Union.
Étant aux affaires à l'année, la Commission continue à apparaître, aux côtés du Conseil, comme un organe majeur du pouvoir exécutif. D'autant que son rôle ne se réduit pas à celui d'exécutant. Une fois nommée, elle conserve une autorité, des prérogatives et des pouvoirs propres considérables : quasi-monopole du droit d'initiative législative dans le domaine des compétences exclusives de l'Union, rôle central de garante envers « l'intérêt général » de l’UE, etc. En tant qu'organe gouvernemental, elle influence, interprète et traduit en pratique les volontés du Conseil européen, dont elle constitue le bras armé. Surtout, elle dispose d'une autonomie totale dans la mise en œuvre pratique des grandes orientations définies par le Conseil. Autrement dit, si le Conseil européen a acquis de facto un pouvoir d'initiative de l'initiative, il ne peut légalement contraindre la Commission à lui proposer une législation ou une application de terrain toute faite, établie selon ses vues, car cela serait contraire aux articles 17.2 et 17.3 du traité sur l'Union européenne, qui assurent le strict monopole de la Commission sur « les propositions d'actes législatifs » et sa « pleine indépendance vis-à-vis de tout gouvernement, institution, organe ou organisme ».

### Avec le Conseil des Ministres de l'UE
Pendant longtemps, l'organe intergouvernemental prédominant de l'Union a été Conseil des Ministres de l'UE, qui réunit et représente, dans leur intégralité, les Ministres des gouvernements des États membres de l'Union. Cette prédominance s'explique par plusieurs facteurs. Son ancienneté d'abord. Alors que le Conseil européen a du s'imposer de l'extérieur entre 1961 et 1974, et n'a acquis son statut officiel définitif qu'après des décennies de luttes politiques, de crises, de tâtonnements et de réformes, le Conseil des Ministres de l'UE a été établi dès 1951 par l'ensemble des dirigeants des Etats de la CECA pour pondérer de l'intérieur le pouvoir supranational de la Haute Autorité, ancêtre de la Commission européenne actuelle.
Sa prééminence s'explique aussi par ses attributions, nombreuses. Réformé et renforcé dans ses prérogatives par le traité de Rome en 1957, puis une nouvelle fois par traité de fusion des exécutifs communautaires en 1967, il est reconnu dès sa création comme un des grands organes exécutif communautaires, chargé de coordonner les politiques économiques des États membres, les rapprocher, et favoriser leur intégration dans l'armature institutionnelle fixe et supranationale commune de la CEE, mais aussi d'élaborer le projet de budget communautaire avec le Parlement, et de l'adopter avec l'accord de celui-ci, tout en décidant seul de ses recettes et des orientations générales de son régime de change.
Ces nombreuses attributions, à la fois exécutives et législatives, font que cet organe a été doté d'emblée d'un fonctionnement très complet et pratique, assis sur les innombrables ministères des Etats. En tant qu'organe exécutif, le Conseil des Ministres de l'UE répartit ses prises de décisions et son action sur de multiples « sous-Conseils », appelés « formations », qui réunissent régulièrement par domaines de spécialité tous les ministres concernés des Etats de l'Union : Affaires générales , Affaires étrangères, Affaires économiques et financières (ECOFIN), Agriculture et pêche, Justice et affaires intérieures, Emploi, politique sociale, santé et affaires relatives à la protection des consommateurs, Compétitivité, Transports, télécommunications et énergie , Environnement, Éducation, jeunesse, culture, politique audiovisuelle et sport. En tant qu'organe législatif, il dispose jusqu'en 1992 d'un monopole de décision sur la procédure législative de droit commun.
Tous ces atouts font que jusqu'à l'Acte unique européen, le Conseil des Ministres de l'UE a été l'organe décisionnel principal, voire unique, de l'Union européenne. Pendant cette période, les États membres de la CEE étaient dans une logique de transfert de compétences, qu'ils récupéraient en les exerçant à l'échelle communautaire au sein du Conseil des ministres de l'UE. Faute d'avoir un grand organe exécutif de décision efficient politiquement, ou un véritable Parlement élu au suffrage universel, le Conseil des Ministres de l'UE a, en quelque sorte, servi d'institution à tout faire, par défaut. Les chefs d'Etat et de gouvernement exprimaient leurs positions et désaccords en son sein de façon très segmentée, sujets par sujets, par le biais de leurs ministres, ou par la politique de la chaise vide, au gré de ses réunions ministérielles, sans pouvoir se réunir eux-mêmes directement pour discuter et établir de grandes politiques d'ensemble globales, ou s'exprimer tous d'une même voix face aux autres institutions de l'Union. Quant aux citoyens de l'Union, ils n'avaient pas d'institution communautaire dédiée, élue directement par eux, pour s'exprimer, et ils étaient purement et simplement exclus du jeu institutionnel communautaire.
Cette situation a changé au fur et à mesure qu'ont été créées et se sont structurées et affirmées les deux institutions souveraines de l'UE. En tant qu'organe législatif, cette prééminence s'est atténuée avec la mise en place en 1976-1979 de l'élection des députés siégeant au Parlement européen au suffrage universel, et avec développement des compétences du Parlement. À partir du traité de Maastricht en 1992-1993, et a fortiori depuis l'entrée en vigueur du traité de Lisbonne en 2009, le Conseil des Ministres de l'UE a cessé d'être le seul organe de décision dans le cadre de la procédure législative de droit commun, pour devenir une seconde chambre, qui partage sa compétence dans les domaines soumis à la procédure législative ordinaire avec le Parlement européen, avec lequel il forme de facto un grand Parlement bicaméral.
En tant qu'organe de gouvernement, cette prédominance, s'est atténuée au fil des réformes successives qui ont établi le Conseil européen comme organe exécutif suprême de l'Union, chargé de définir les grands axes de politique générale de l'Union, et l'ont doté d'un président permanent, de rythmes spécifiques, de locaux et de moyens propres, indépendants. Jusqu'à ce que le rapport hiérarchique finisse par s'inverser avec le traité de Lisbonne en 2009. Depuis, le Conseil des Ministres de l'UE est passé de facto au service du Conseil européen. Il prépare ses réunions et en assure le suivi en liaison avec le président du Conseil européen et la Commission, tandis que son Conseil des Affaires étrangères élabore l'action extérieure de l'Union selon les lignes stratégiques fixées par le Conseil européen. En tant qu'organe législatif, il traduit en outre, avec le Parlement européen, les orientations de politique générale fixées par le Conseil européen, dans des textes juridiques qui permettront de les mettre en actions.
Cette inversion hiérarchique ne s'est pas faite sans résistances. Pendant la première présidence tournante de 2010, la présidence espagnole du Conseil des Ministres a encore tenté de conserver la main sur les Affaires financières et diplomatiques de l'Union face au Conseil européen et à son premier président permanent Herman Von Rompuy, sans succès. La présidence belge qui lui a succédé, seconde présidence de 2010, a quant à elle été marquée par un gouvernement intérimaire affaibli qui n'était pas susceptible de faire de l'ombre au président du Conseil européen. Prenant acte de sa faiblesse et des réformes opérées, cette présidence belge a annoncé qu'elle se mettait en retrait, tant vis-à-vis du Conseil et de son nouveau président permanent que du Haut Représentant, dans l'espoir de renforcer l'autorité et l'engagement communautaire du Conseil réformé et du nouveau Département européen des Affaires étrangères, d'établir avec eux des relations apaisées, et de pouvoir travailler en bonne intelligence par la suite avec eux.
Cette mise en retrait consentie acte en fait l'aboutissement d'un long processus de répartition et de rééquilibrage des pouvoirs au sein de l'Union. En effet, politiquement, par effet de tenaille, au fur et à mesure que le Conseil européen prenait sa place à la tête des exécutifs, que le Parlement prenait sa place à la tête du législatif, et que la Commission était établie dans son rôle d'organe gouvernemental, le Conseil des Ministres de l'UE, qui accaparait toutes les compétences et les pouvoirs dans les années 1960, a vu ces derniers se réduire, être redéfinis de façon plus étroite et précise, jusqu'à arriver à une place équilibrée, d'intermédiaire et de soutien, entre les deux institutions souveraines de l'UE, et la Commission qui travaille pour elles.
Aujourd'hui, le Conseil des Ministres de l'UE pourrait être défini comme une des deux grandes Chambres Législatives de l'Union, sorte de Chambre Haute d'un système bicaméral, composée de ministres des États membres qui représentent leurs ministères nationaux, tandis que le Parlement européen, sa Chambre Basse, est composé de députés élus au suffrage universel, et représente les citoyens des États membres. Dans sa fonction de Chambre Haute, le Conseil des Ministres travaille en première intention à établir les lois intérieures de l'Union, dans le cadre de la procédure législative ordinaire, en étroite collaboration et sur un pied d'égalité avec le Parlement, auquel il apporte l'éclairage de gouvernants nationaux rompus à la gestion des affaires courantes.
Mais en même temps, toujours en tant que Chambre Haute, du fait de sa composition spéciale (tous ses membres sont des ministres en exercice) et de son lien particulier au pouvoir exécutif, en plus de ses prérogatives législatives partagées avec le Parlement, il est doté de compétences exécutives et de services interministériels de soutien, avec la fonction de faire le lien entre pouvoirs exécutif et législatif, d'aider à leur coordination, et d'assister le Conseil européen, organe exécutif suprême, et ses exécutants dans la définition de leurs stratégies et leur action. Et il conserve le monopole de la procédure législative spéciale, qui lui permet d'établir seul les lois en lien avec la politique étrangère et de sécurité commune définie par le Conseil européen et le Haut Représentant, ainsi que le monopole du contrôle volet recettes de l'Union, le Parlement ayant celui du volet dépenses.